# Llista d'asteroides (356001-357000)
Llista d'asteroides del 356.001 al 357.000, amb data de descoberta i descobridor. És un fragment de la llista d'asteroides completa. Als asteroides se'ls dona un número quan es confirma la seva òrbita, per tant apareixen llistats aproximadament segons la data de descobriment.

## 356001-356100
| Nom    | Designació provisional | Data de descobriment   | Lloc de descobriment | Descobridor/s          |
| ------ | ---------------------- | ---------------------- | -------------------- | ---------------------- |
| 356001 | 2009 BO57              | 20 de gener de 2009    | Kitt Peak            | Spacewatch             |
| 356002 | 2009 BA62              | 18 de gener de 2009    | Mount Lemmon         | Mt. Lemmon Survey      |
| 356003 | 2009 BM64              | 20 de gener de 2009    | Kitt Peak            | Spacewatch             |
| 356004 | 2009 BP70              | 25 de gener de 2009    | Catalina             | CSS                    |
| 356005 | 2009 BK72              | 28 de gener de 2009    | Dauban               | F. Kugel               |
| 356006 | 2009 BR75              | 24 de gener de 2009    | Purple Mountain      | PMO NEO Survey Program |
| 356007 | 2009 BH76              | 26 de gener de 2009    | Catalina             | CSS                    |
| 356008 | 2009 BL79              | 30 de gener de 2009    | Socorro              | LINEAR                 |
| 356009 | 2009 BD95              | 26 de gener de 2009    | Catalina             | CSS                    |
| 356010 | 2009 BX101             | 29 de gener de 2009    | Mount Lemmon         | Mt. Lemmon Survey      |
| 356011 | 2009 BZ103             | 25 de gener de 2009    | Kitt Peak            | Spacewatch             |
| 356012 | 2009 BQ107             | 29 de gener de 2009    | Kitt Peak            | Spacewatch             |
| 356013 | 2009 BC108             | 29 de gener de 2009    | Mount Lemmon         | Mt. Lemmon Survey      |
| 356014 | 2009 BO110             | 31 de gener de 2009    | Mount Lemmon         | Mt. Lemmon Survey      |
| 356015 | 2009 BF111             | 26 de gener de 2009    | Purple Mountain      | PMO NEO Survey Program |
| 356016 | 2009 BM111             | 28 de gener de 2009    | Catalina             | CSS                    |
| 356017 | 2009 BS112             | 31 de gener de 2009    | Mount Lemmon         | Mt. Lemmon Survey      |
| 356018 | 2009 BZ112             | 31 de gener de 2009    | Mount Lemmon         | Mt. Lemmon Survey      |
| 356019 | 2009 BX116             | 29 de gener de 2009    | Mount Lemmon         | Mt. Lemmon Survey      |
| 356020 | 2009 BY122             | 31 de gener de 2009    | Kitt Peak            | Spacewatch             |
| 356021 | 2009 BL134             | 29 de gener de 2009    | Kitt Peak            | Spacewatch             |
| 356022 | 2009 BS136             | 29 de gener de 2009    | Kitt Peak            | Spacewatch             |
| 356023 | 2009 BH140             | 29 de gener de 2009    | Kitt Peak            | Spacewatch             |
| 356024 | 2009 BG145             | 30 de gener de 2009    | Kitt Peak            | Spacewatch             |
| 356025 | 2009 BF147             | 30 de gener de 2009    | Mount Lemmon         | Mt. Lemmon Survey      |
| 356026 | 2009 BE150             | 31 de gener de 2009    | Kitt Peak            | Spacewatch             |
| 356027 | 2009 BY150             | 28 de gener de 2009    | Catalina             | CSS                    |
| 356028 | 2009 BK157             | 25 de gener de 2009    | Kitt Peak            | Spacewatch             |
| 356029 | 2009 BA158             | 31 de gener de 2009    | Kitt Peak            | Spacewatch             |
| 356030 | 2009 BF162             | 29 de gener de 2009    | Catalina             | CSS                    |
| 356031 | 2009 BL163             | 3 de desembre de 2008  | Mount Lemmon         | Mt. Lemmon Survey      |
| 356032 | 2009 BO163             | 31 de gener de 2009    | Kitt Peak            | Spacewatch             |
| 356033 | 2009 BW165             | 31 de gener de 2009    | Kitt Peak            | Spacewatch             |
| 356034 | 2009 BE177             | 25 de gener de 2009    | Kitt Peak            | Spacewatch             |
| 356035 | 2009 BT182             | 18 de gener de 2009    | Mount Lemmon         | Mt. Lemmon Survey      |
| 356036 | 2009 BV185             | 20 de gener de 2009    | Catalina             | CSS                    |
| 356037 | 2009 BM186             | 18 de gener de 2009    | Kitt Peak            | Spacewatch             |
| 356038 | 2009 BY187             | 20 de gener de 2009    | Mount Lemmon         | Mt. Lemmon Survey      |
| 356039 | 2009 BX188             | 17 de gener de 2009    | Mount Lemmon         | Mt. Lemmon Survey      |
| 356040 | 2009 BP189             | 18 de gener de 2009    | Socorro              | LINEAR                 |
| 356041 | 2009 CV14              | 1 de febrer de 2009    | Kitt Peak            | Spacewatch             |
| 356042 | 2009 CR18              | 3 de febrer de 2009    | Mount Lemmon         | Mt. Lemmon Survey      |
| 356043 | 2009 CT29              | 1 de febrer de 2009    | Kitt Peak            | Spacewatch             |
| 356044 | 2009 CZ38              | 13 de febrer de 2009   | Kitt Peak            | Spacewatch             |
| 356045 | 2009 CS40              | 13 de febrer de 2009   | Kitt Peak            | Spacewatch             |
| 356046 | 2009 CL47              | 14 de febrer de 2009   | Kitt Peak            | Spacewatch             |
| 356047 | 2009 CW51              | 14 de febrer de 2009   | Mount Lemmon         | Mt. Lemmon Survey      |
| 356048 | 2009 CM57              | 1 de febrer de 2009    | Kitt Peak            | Spacewatch             |
| 356049 | 2009 CY57              | 3 de febrer de 2009    | Kitt Peak            | Spacewatch             |
| 356050 | 2009 CM62              | 5 de febrer de 2009    | Mount Lemmon         | Mt. Lemmon Survey      |
| 356051 | 2009 CW62              | 3 de febrer de 2009    | Kitt Peak            | Spacewatch             |
| 356052 | 2009 DC5               | 4 de febrer de 2009    | Mount Lemmon         | Mt. Lemmon Survey      |
| 356053 | 2009 DQ5               | 20 de febrer de 2009   | Cordell-Lorenz       | D. T. Durig            |
| 356054 | 2009 DS5               | 20 de febrer de 2009   | Cordell-Lorenz       | D. T. Durig            |
| 356055 | 2009 DX9               | 1 de febrer de 2009    | Catalina             | CSS                    |
| 356056 | 2009 DE13              | 16 de febrer de 2009   | Kitt Peak            | Spacewatch             |
| 356057 | 2009 DS25              | 21 de febrer de 2009   | Mount Lemmon         | Mt. Lemmon Survey      |
| 356058 | 2009 DK27              | 22 de febrer de 2009   | Calar Alto           | F. Hormuth             |
| 356059 | 2009 DB34              | 1 de febrer de 2009    | Mount Lemmon         | Mt. Lemmon Survey      |
| 356060 | 2009 DD35              | 20 de febrer de 2009   | Kitt Peak            | Spacewatch             |
| 356061 | 2009 DV38              | 1 de febrer de 2009    | Kitt Peak            | Spacewatch             |
| 356062 | 2009 DV41              | 19 de febrer de 2009   | La Sagra             | La Sagra               |
| 356063 | 2009 DF50              | 19 de febrer de 2009   | Kitt Peak            | Spacewatch             |
| 356064 | 2009 DS50              | 31 de gener de 2009    | Mount Lemmon         | Mt. Lemmon Survey      |
| 356065 | 2009 DP51              | 21 de febrer de 2009   | Mount Lemmon         | Mt. Lemmon Survey      |
| 356066 | 2009 DJ61              | 22 de febrer de 2009   | Kitt Peak            | Spacewatch             |
| 356067 | 2009 DH62              | 22 de febrer de 2009   | Mount Lemmon         | Mt. Lemmon Survey      |
| 356068 | 2009 DD64              | 22 de febrer de 2009   | Kitt Peak            | Spacewatch             |
| 356069 | 2009 DE70              | 8 de març de 2005      | Mount Lemmon         | Mt. Lemmon Survey      |
| 356070 | 2009 DD75              | 19 de febrer de 2009   | Kitt Peak            | Spacewatch             |
| 356071 | 2009 DO77              | 23 de febrer de 2009   | La Sagra             | La Sagra               |
| 356072 | 2009 DC78              | 25 de febrer de 2009   | Catalina             | CSS                    |
| 356073 | 2009 DZ81              | 24 de febrer de 2009   | Kitt Peak            | Spacewatch             |
| 356074 | 2009 DD85              | 27 de febrer de 2009   | Kitt Peak            | Spacewatch             |
| 356075 | 2009 DV92              | 28 de febrer de 2009   | Mount Lemmon         | Mt. Lemmon Survey      |
| 356076 | 2009 DD97              | 26 de febrer de 2009   | Kitt Peak            | Spacewatch             |
| 356077 | 2009 DP97              | 26 de febrer de 2009   | Kitt Peak            | Spacewatch             |
| 356078 | 2009 DM99              | 26 de febrer de 2009   | Kitt Peak            | Spacewatch             |
| 356079 | 2009 DF100             | 22 de febrer de 2009   | Kitt Peak            | Spacewatch             |
| 356080 | 2009 DE103             | 20 de novembre de 2003 | Catalina             | CSS                    |
| 356081 | 2009 DV105             | 26 de febrer de 2009   | Kitt Peak            | Spacewatch             |
| 356082 | 2009 DJ111             | 1 de març de 2005      | Catalina             | CSS                    |
| 356083 | 2009 DJ113             | 27 de febrer de 2009   | Kitt Peak            | Spacewatch             |
| 356084 | 2009 DP117             | 27 de febrer de 2009   | Kitt Peak            | Spacewatch             |
| 356085 | 2009 DK120             | 13 de febrer de 2009   | Kitt Peak            | Spacewatch             |
| 356086 | 2009 DG128             | 21 de febrer de 2009   | Kitt Peak            | Spacewatch             |
| 356087 | 2009 DY131             | 20 de febrer de 2009   | Mount Lemmon         | Mt. Lemmon Survey      |
| 356088 | 2009 DL133             | 27 de febrer de 2009   | Kitt Peak            | Spacewatch             |
| 356089 | 2009 DQ134             | 27 de febrer de 2009   | Kitt Peak            | Spacewatch             |
| 356090 | 2009 DM136             | 19 de febrer de 2009   | Catalina             | CSS                    |
| 356091 | 2009 DX137             | 19 de febrer de 2009   | Kitt Peak            | Spacewatch             |
| 356092 | 2009 DS140             | 19 de febrer de 2009   | Catalina             | CSS                    |
| 356093 | 2009 DM142             | 20 de febrer de 2009   | Kitt Peak            | Spacewatch             |
| 356094 | 2009 DQ142             | 20 de febrer de 2009   | Kitt Peak            | Spacewatch             |
| 356095 | 2009 DU142             | 27 de febrer de 2009   | Kitt Peak            | Spacewatch             |
| 356096 | 2009 EE4               | 15 de març de 2009     | La Sagra             | La Sagra               |
| 356097 | 2009 EO4               | 15 de març de 2009     | La Sagra             | La Sagra               |
| 356098 | 2009 EP16              | 19 de febrer de 2009   | La Sagra             | La Sagra               |
| 356099 | 2009 EZ25              | 8 de març de 2009      | Mount Lemmon         | Mt. Lemmon Survey      |
| 356100 | 2009 ED27              | 15 de març de 2009     | Kitt Peak            | Spacewatch             |

## 356101-356200
| Nom    | Designació provisional | Data de descobriment   | Lloc de descobriment | Descobridor/s          |
| ------ | ---------------------- | ---------------------- | -------------------- | ---------------------- |
| 356101 | 2009 ER27              | 5 de març de 2009      | Siding Spring        | Siding Spring Survey   |
| 356102 | 2009 EK30              | 3 de març de 2009      | Kitt Peak            | Spacewatch             |
| 356103 | 2009 EV30              | 3 de març de 2009      | Kitt Peak            | Spacewatch             |
| 356104 | 2009 FC4               | 18 de març de 2009     | Taunus               | S. Karge, E. Schwab    |
| 356105 | 2009 FT7               | 16 de març de 2009     | Kitt Peak            | Spacewatch             |
| 356106 | 2009 FW8               | 24 de febrer de 2009   | Kitt Peak            | Spacewatch             |
| 356107 | 2009 FC11              | 30 de desembre de 2008 | Mount Lemmon         | Mt. Lemmon Survey      |
| 356108 | 2009 FU14              | 16 de març de 2009     | Kitt Peak            | Spacewatch             |
| 356109 | 2009 FT17              | 18 de març de 2009     | La Sagra             | La Sagra               |
| 356110 | 2009 FS19              | 21 de març de 2009     | Dauban               | F. Kugel               |
| 356111 | 2009 FE20              | 17 de març de 2009     | Bergisch Gladbac     | W. Bickel              |
| 356112 | 2009 FY21              | 18 de març de 2009     | Kitt Peak            | Spacewatch             |
| 356113 | 2009 FQ22              | 19 de març de 2009     | Catalina             | CSS                    |
| 356114 | 2009 FP23              | 21 de març de 2009     | Mount Lemmon         | Mt. Lemmon Survey      |
| 356115 | 2009 FO27              | 21 de març de 2009     | Mount Lemmon         | Mt. Lemmon Survey      |
| 356116 | 2009 FJ28              | 22 de març de 2009     | La Sagra             | La Sagra               |
| 356117 | 2009 FR28              | 18 de març de 2009     | Catalina             | CSS                    |
| 356118 | 2009 FL29              | 4 de juny de 2005      | Kitt Peak            | Spacewatch             |
| 356119 | 2009 FW30              | 19 de març de 2009     | La Sagra             | La Sagra               |
| 356120 | 2009 FX31              | 25 de març de 2009     | La Sagra             | La Sagra               |
| 356121 | 2009 FM32              | 21 de març de 2009     | Catalina             | CSS                    |
| 356122 | 2009 FS35              | 22 de març de 2009     | Mount Lemmon         | Mt. Lemmon Survey      |
| 356123 | 2009 FR37              | 24 de març de 2009     | Mount Lemmon         | Mt. Lemmon Survey      |
| 356124 | 2009 FD39              | 22 de març de 2009     | Catalina             | CSS                    |
| 356125 | 2009 FE42              | 28 de març de 2009     | Kitt Peak            | Spacewatch             |
| 356126 | 2009 FR42              | 1 de març de 2009      | Kitt Peak            | Spacewatch             |
| 356127 | 2009 FZ45              | 1 de febrer de 2009    | Mount Lemmon         | Mt. Lemmon Survey      |
| 356128 | 2009 FN46              | 27 de març de 2009     | Kitt Peak            | Spacewatch             |
| 356129 | 2009 FM47              | 28 de març de 2009     | Kitt Peak            | Spacewatch             |
| 356130 | 2009 FV47              | 16 de març de 2009     | Mount Lemmon         | Mt. Lemmon Survey      |
| 356131 | 2009 FM55              | 31 de març de 2009     | Kitt Peak            | Spacewatch             |
| 356132 | 2009 FS55              | 26 de març de 2009     | La Sagra             | La Sagra               |
| 356133 | 2009 FE56              | 19 de març de 2009     | Catalina             | CSS                    |
| 356134 | 2009 FS58              | 27 d'agost de 2006     | Kitt Peak            | Spacewatch             |
| 356135 | 2009 FL59              | 17 de març de 2009     | Kitt Peak            | Spacewatch             |
| 356136 | 2009 FC60              | 16 de març de 2009     | Mount Lemmon         | Mt. Lemmon Survey      |
| 356137 | 2009 FQ60              | 8 d'octubre de 2007    | Mount Lemmon         | Mt. Lemmon Survey      |
| 356138 | 2009 FX63              | 9 d'octubre de 2007    | Kitt Peak            | Spacewatch             |
| 356139 | 2009 FD66              | 19 de març de 2009     | Mount Lemmon         | Mt. Lemmon Survey      |
| 356140 | 2009 FF66              | 21 de març de 2009     | Kitt Peak            | Spacewatch             |
| 356141 | 2009 FR69              | 18 de març de 2009     | Kitt Peak            | Spacewatch             |
| 356142 | 2009 FX70              | 25 de març de 2009     | Mount Lemmon         | Mt. Lemmon Survey      |
| 356143 | 2009 FR72              | 18 de març de 2009     | Catalina             | CSS                    |
| 356144 | 2009 FK73              | 24 de març de 2009     | Mount Lemmon         | Mt. Lemmon Survey      |
| 356145 | 2009 FD75              | 16 de març de 2009     | Kitt Peak            | Spacewatch             |
| 356146 | 2009 GV1               | 12 d'abril de 2009     | Altschwendt          | W. Ries                |
| 356147 | 2009 GW3               | 3 d'abril de 2009      | Cerro Burek          | Cerro Burek            |
| 356148 | 2009 GT5               | 11 de novembre de 2007 | Mount Lemmon         | Mt. Lemmon Survey      |
| 356149 | 2009 HA3               | 16 d'abril de 2009     | Catalina             | CSS                    |
| 356150 | 2009 HH4               | 29 de març de 2009     | Mount Lemmon         | Mt. Lemmon Survey      |
| 356151 | 2009 HW4               | 17 de març de 2009     | Kitt Peak            | Spacewatch             |
| 356152 | 2009 HO11              | 18 d'abril de 2009     | Catalina             | CSS                    |
| 356153 | 2009 HD12              | 16 d'abril de 2009     | Piszkesteto          | K. Sarneczky           |
| 356154 | 2009 HO12              | 18 d'abril de 2009     | Piszkesteto          | K. Sarneczky           |
| 356155 | 2009 HZ12              | 17 d'abril de 2009     | Kitt Peak            | Spacewatch             |
| 356156 | 2009 HV13              | 21 de març de 2009     | Catalina             | CSS                    |
| 356157 | 2009 HU20              | 20 d'abril de 2009     | Tzec Maun            | F. Tozzi               |
| 356158 | 2009 HA29              | 19 d'abril de 2009     | Kitt Peak            | Spacewatch             |
| 356159 | 2009 HC29              | 19 d'abril de 2009     | Kitt Peak            | Spacewatch             |
| 356160 | 2009 HH30              | 19 d'abril de 2009     | Kitt Peak            | Spacewatch             |
| 356161 | 2009 HE35              | 20 d'abril de 2009     | Mount Lemmon         | Mt. Lemmon Survey      |
| 356162 | 2009 HU36              | 21 d'abril de 2009     | La Sagra             | La Sagra               |
| 356163 | 2009 HH37              | 17 d'abril de 2009     | Catalina             | CSS                    |
| 356164 | 2009 HL42              | 20 d'abril de 2009     | Kitt Peak            | Spacewatch             |
| 356165 | 2009 HU45              | 21 d'abril de 2009     | La Sagra             | La Sagra               |
| 356166 | 2009 HN47              | 19 d'abril de 2009     | Kitt Peak            | Spacewatch             |
| 356167 | 2009 HO48              | 19 d'abril de 2009     | Kitt Peak            | Spacewatch             |
| 356168 | 2009 HR56              | 22 d'abril de 2009     | Kitt Peak            | Spacewatch             |
| 356169 | 2009 HT59              | 20 d'abril de 2009     | Catalina             | CSS                    |
| 356170 | 2009 HH70              | 22 d'abril de 2009     | Mount Lemmon         | Mt. Lemmon Survey      |
| 356171 | 2009 HS73              | 18 d'abril de 2009     | Catalina             | CSS                    |
| 356172 | 2009 HC74              | 20 d'abril de 2009     | Catalina             | CSS                    |
| 356173 | 2009 HQ74              | 25 d'abril de 2009     | Purple Mountain      | PMO NEO Survey Program |
| 356174 | 2009 HH75              | 28 d'abril de 2009     | Catalina             | CSS                    |
| 356175 | 2009 HK76              | 26 d'abril de 2009     | Kitt Peak            | Spacewatch             |
| 356176 | 2009 HH83              | 25 de març de 2009     | Mount Lemmon         | Mt. Lemmon Survey      |
| 356177 | 2009 HF84              | 27 d'abril de 2009     | Catalina             | CSS                    |
| 356178 | 2009 HR85              | 16 de març de 2009     | Kitt Peak            | Spacewatch             |
| 356179 | 2009 HS95              | 18 d'abril de 2009     | Kitt Peak            | Spacewatch             |
| 356180 | 2009 HM96              | 23 d'abril de 2009     | Kitt Peak            | Spacewatch             |
| 356181 | 2009 HS96              | 27 d'abril de 2009     | Kitt Peak            | Spacewatch             |
| 356182 | 2009 HC100             | 15 de novembre de 2006 | Kitt Peak            | Spacewatch             |
| 356183 | 2009 HU101             | 17 d'abril de 2009     | Kitt Peak            | Spacewatch             |
| 356184 | 2009 HO105             | 26 d'abril de 2009     | Kitt Peak            | Spacewatch             |
| 356185 | 2009 JE8               | 13 de maig de 2009     | Kitt Peak            | Spacewatch             |
| 356186 | 2009 JX9               | 14 de maig de 2009     | Kitt Peak            | Spacewatch             |
| 356187 | 2009 JE12              | 15 de maig de 2009     | Catalina             | CSS                    |
| 356188 | 2009 JF17              | 6 de maig de 2009      | Siding Spring        | Siding Spring Survey   |
| 356189 | 2009 KE7               | 26 de maig de 2009     | La Sagra             | La Sagra               |
| 356190 | 2009 KV12              | 25 de maig de 2009     | Kitt Peak            | Spacewatch             |
| 356191 | 2009 KO22              | 16 de maig de 2009     | Mount Lemmon         | Mt. Lemmon Survey      |
| 356192 | 2009 KE36              | 17 de maig de 2009     | Mount Lemmon         | Mt. Lemmon Survey      |
| 356193 | 2009 LG2               | 12 de febrer de 2008   | Mount Lemmon         | Mt. Lemmon Survey      |
| 356194 | 2009 LA5               | 14 de juny de 2009     | Kitt Peak            | Spacewatch             |
| 356195 | 2009 MD10              | 24 de juny de 2009     | Mount Lemmon         | Mt. Lemmon Survey      |
| 356196 | 2009 OX                | 18 de juliol de 2009   | Hibiscus             | N. Teamo               |
| 356197 | 2009 OB1               | 16 de juliol de 2009   | La Sagra             | La Sagra               |
| 356198 | 2009 OJ6               | 23 de juliol de 2009   | La Sagra             | La Sagra               |
| 356199 | 2009 OO24              | 26 de gener de 2007    | Kitt Peak            | Spacewatch             |
| 356200 | 2009 OO25              | 13 de febrer de 2001   | Kitt Peak            | Spacewatch             |

## 356201-356300
| Nom    | Designació provisional | Data de descobriment   | Lloc de descobriment | Descobridor/s         |
| ------ | ---------------------- | ---------------------- | -------------------- | --------------------- |
| 356201 | 2009 PF11              | 15 d'agost de 2009     | Kitt Peak            | Spacewatch            |
| 356202 | 2009 PH15              | 15 d'agost de 2009     | Catalina             | CSS                   |
| 356203 | 2009 QX32              | 24 d'agost de 2009     | Crni Vrh             | Crni Vrh              |
| 356204 | 2009 QJ52              | 16 d'agost de 2009     | Catalina             | CSS                   |
| 356205 | 2009 QF65              | 16 de gener de 2012    | Les Engarouines      | L. Bernasconi         |
| 356206 | 2009 RN13              | 12 de setembre de 2009 | Kitt Peak            | Spacewatch            |
| 356207 | 2009 RT20              | 14 de setembre de 2009 | Kitt Peak            | Spacewatch            |
| 356208 | 2009 RK25              | 22 de juny de 2007     | Kitt Peak            | Spacewatch            |
| 356209 | 2009 RS31              | 14 de setembre de 2009 | Kitt Peak            | Spacewatch            |
| 356210 | 2009 RY31              | 14 de setembre de 2009 | Kitt Peak            | Spacewatch            |
| 356211 | 2009 RB63              | 12 de setembre de 2009 | Kitt Peak            | Spacewatch            |
| 356212 | 2009 RP64              | 15 de setembre de 2009 | Kitt Peak            | Spacewatch            |
| 356213 | 2009 RX64              | 15 de setembre de 2009 | Kitt Peak            | Spacewatch            |
| 356214 | 2009 RN73              | 14 de febrer de 2001   | Cima Ekar            | ADAS                  |
| 356215 | 2009 SX40              | 16 de setembre de 2009 | Kitt Peak            | Spacewatch            |
| 356216 | 2009 SH69              | 17 de setembre de 2009 | Kitt Peak            | Spacewatch            |
| 356217 | 2009 SA101             | 23 de setembre de 2009 | Zelenchukskaya S     | T. V. Kryachko        |
| 356218 | 2009 SZ117             | 18 de setembre de 2009 | Kitt Peak            | Spacewatch            |
| 356219 | 2009 SJ121             | 18 de setembre de 2009 | Kitt Peak            | Spacewatch            |
| 356220 | 2009 SM123             | 5 de setembre de 2008  | Kitt Peak            | Spacewatch            |
| 356221 | 2009 SF178             | 20 de setembre de 2009 | Kitt Peak            | Spacewatch            |
| 356222 | 2009 SF194             | 29 de juliol de 2008   | Mount Lemmon         | Mt. Lemmon Survey     |
| 356223 | 2009 SH197             | 18 de setembre de 2009 | Kitt Peak            | Spacewatch            |
| 356224 | 2009 SW199             | 22 de setembre de 2009 | Kitt Peak            | Spacewatch            |
| 356225 | 2009 SY208             | 15 de setembre de 2009 | Kitt Peak            | Spacewatch            |
| 356226 | 2009 SF246             | 17 de setembre de 2009 | Kitt Peak            | Spacewatch            |
| 356227 | 2009 SE248             | 22 de setembre de 2009 | Kitt Peak            | Spacewatch            |
| 356228 | 2009 SJ248             | 23 de setembre de 2009 | Kitt Peak            | Spacewatch            |
| 356229 | 2009 SW273             | 25 de setembre de 2009 | Kitt Peak            | Spacewatch            |
| 356230 | 2009 SK277             | 25 de setembre de 2009 | Kitt Peak            | Spacewatch            |
| 356231 | 2009 SS293             | 19 de setembre de 2009 | Kitt Peak            | Spacewatch            |
| 356232 | 2009 SZ297             | 17 de setembre de 2009 | Kitt Peak            | Spacewatch            |
| 356233 | 2009 SG299             | 12 de febrer de 2002   | Kitt Peak            | Spacewatch            |
| 356234 | 2009 SA300             | 17 de setembre de 2009 | Kitt Peak            | Spacewatch            |
| 356235 | 2009 SJ317             | 19 de setembre de 2009 | Kitt Peak            | Spacewatch            |
| 356236 | 2009 ST323             | 23 de setembre de 2009 | Mount Lemmon         | Mt. Lemmon Survey     |
| 356237 | 2009 SA328             | 18 de setembre de 2009 | Kitt Peak            | Spacewatch            |
| 356238 | 2009 SY353             | 17 de setembre de 2009 | Mount Lemmon         | Mt. Lemmon Survey     |
| 356239 | 2009 SA354             | 17 de novembre de 1998 | Kitt Peak            | Spacewatch            |
| 356240 | 2009 SB354             | 28 de setembre de 2009 | Mount Lemmon         | Mt. Lemmon Survey     |
| 356241 | 2009 SS354             | 17 de setembre de 2009 | Kitt Peak            | Spacewatch            |
| 356242 | 2009 SU354             | 26 de setembre de 2009 | Kitt Peak            | Spacewatch            |
| 356243 | 2009 SE355             | 23 de setembre de 2009 | Mount Lemmon         | Mt. Lemmon Survey     |
| 356244 | 2009 SL357             | 22 de setembre de 2009 | Kitt Peak            | Spacewatch            |
| 356245 | 2009 TR15              | 1 d'octubre de 2009    | Mount Lemmon         | Mt. Lemmon Survey     |
| 356246 | 2009 TE25              | 14 d'octubre de 2009   | Catalina             | CSS                   |
| 356247 | 2009 UP7               | 16 d'octubre de 2009   | Mount Lemmon         | Mt. Lemmon Survey     |
| 356248 | 2009 UO12              | 17 d'agost de 2009     | Kitt Peak            | Spacewatch            |
| 356249 | 2009 UT48              | 15 de setembre de 2009 | Kitt Peak            | Spacewatch            |
| 356250 | 2009 UB49              | 5 d'abril de 2003      | Kitt Peak            | Spacewatch            |
| 356251 | 2009 UZ50              | 22 de setembre de 2009 | Kitt Peak            | Spacewatch            |
| 356252 | 2009 UT53              | 23 d'octubre de 2009   | Mount Lemmon         | Mt. Lemmon Survey     |
| 356253 | 2009 UK77              | 21 d'octubre de 2009   | Mount Lemmon         | Mt. Lemmon Survey     |
| 356254 | 2009 US78              | 15 de novembre de 1998 | Kitt Peak            | Spacewatch            |
| 356255 | 2009 UP120             | 22 de setembre de 2009 | Kitt Peak            | Spacewatch            |
| 356256 | 2009 UK130             | 20 de setembre de 2009 | Catalina             | CSS                   |
| 356257 | 2009 UL140             | 23 d'octubre de 2009   | Mount Lemmon         | Mt. Lemmon Survey     |
| 356258 | 2009 UN147             | 16 d'octubre de 2009   | Mount Lemmon         | Mt. Lemmon Survey     |
| 356259 | 2009 UV148             | 16 d'octubre de 2009   | Mount Lemmon         | Mt. Lemmon Survey     |
| 356260 | 2009 US153             | 21 d'octubre de 2009   | Siding Spring        | Siding Spring Survey  |
| 356261 | 2009 VB3               | 8 de novembre de 2009  | Tzec Maun            | Tzec Maun             |
| 356262 | 2009 VL15              | 12 de setembre de 2007 | Mount Lemmon         | Mt. Lemmon Survey     |
| 356263 | 2009 VO21              | 25 d'octubre de 2009   | Kitt Peak            | Spacewatch            |
| 356264 | 2009 VE25              | 2 d'octubre de 2009    | Mount Lemmon         | Mt. Lemmon Survey     |
| 356265 | 2009 VQ26              | 8 de novembre de 2009  | Kitt Peak            | Spacewatch            |
| 356266 | 2009 VY45              | 9 de novembre de 2009  | Kitt Peak            | Spacewatch            |
| 356267 | 2009 VS72              | 15 de novembre de 2009 | Socorro              | LINEAR                |
| 356268 | 2009 WW2               | 26 d'octubre de 2009   | Kitt Peak            | Spacewatch            |
| 356269 | 2009 WR18              | 17 de novembre de 2009 | Mount Lemmon         | Mt. Lemmon Survey     |
| 356270 | 2009 WJ107             | 17 de novembre de 2009 | Mount Lemmon         | Mt. Lemmon Survey     |
| 356271 | 2009 WN113             | 18 de novembre de 2009 | Mount Lemmon         | Mt. Lemmon Survey     |
| 356272 | 2009 WJ135             | 8 d'octubre de 2008    | Mount Lemmon         | Mt. Lemmon Survey     |
| 356273 | 2009 WL152             | 19 de novembre de 2009 | Mount Lemmon         | Mt. Lemmon Survey     |
| 356274 | 2009 YC7               | 16 de desembre de 2009 | Gnosca               | S. Sposetti           |
| 356275 | 2010 AU92              | 8 de gener de 2010     | WISE                 | WISE                  |
| 356276 | 2010 AJ107             | 7 de setembre de 2008  | Mount Lemmon         | Mt. Lemmon Survey     |
| 356277 | 2010 BL5               | 4 de gener de 2001     | Haleakala            | NEAT                  |
| 356278 | 2010 BG28              | 18 de gener de 2010    | WISE                 | WISE                  |
| 356279 | 2010 BD41              | 23 d'agost de 2007     | Kitt Peak            | Spacewatch            |
| 356280 | 2010 BK89              | 31 d'agost de 2007     | Siding Spring        | K. Sarneczky, L. Kiss |
| 356281 | 2010 CO107             | 14 de febrer de 2010   | Kitt Peak            | Spacewatch            |
| 356282 | 2010 CB170             | 10 de febrer de 2010   | Kitt Peak            | Spacewatch            |
| 356283 | 2010 CY217             | 3 de febrer de 2006    | Mount Lemmon         | Mt. Lemmon Survey     |
| 356284 | 2010 CH242             | 23 de setembre de 2008 | Mount Lemmon         | Mt. Lemmon Survey     |
| 356285 | 2010 DE                | 16 de febrer de 2010   | Mount Lemmon         | Mt. Lemmon Survey     |
| 356286 | 2010 DO26              | 20 de febrer de 2010   | WISE                 | WISE                  |
| 356287 | 2010 DG43              | 17 de febrer de 2010   | Kitt Peak            | Spacewatch            |
| 356288 | 2010 DP75              | 17 de febrer de 2010   | Kitt Peak            | Spacewatch            |
| 356289 | 2010 EU37              | 12 de març de 2010     | Mount Lemmon         | Mt. Lemmon Survey     |
| 356290 | 2010 EL70              | 12 de març de 2010     | Kitt Peak            | Spacewatch            |
| 356291 | 2010 ET98              | 14 de març de 2010     | Kitt Peak            | Spacewatch            |
| 356292 | 2010 EJ123             | 15 de març de 2010     | Kitt Peak            | Spacewatch            |
| 356293 | 2010 EH125             | 13 de setembre de 2004 | Anderson Mesa        | LONEOS                |
| 356294 | 2010 EQ128             | 12 de març de 2010     | Kitt Peak            | Spacewatch            |
| 356295 | 2010 EW137             | 13 de març de 2010     | Kitt Peak            | Spacewatch            |
| 356296 | 2010 FQ13              | 5 de març de 1997      | Kitt Peak            | Spacewatch            |
| 356297 | 2010 FY20              | 6 de setembre de 2004  | Siding Spring        | Siding Spring Survey  |
| 356298 | 2010 FT47              | 22 de març de 2010     | ESA OGS              | ESA OGS               |
| 356299 | 2010 FN88              | 16 de març de 2010     | Kitt Peak            | Spacewatch            |
| 356300 | 2010 GF27              | 5 d'abril de 2010      | Kitt Peak            | Spacewatch            |

## 356301-356400
| Nom    | Designació provisional | Data de descobriment   | Lloc de descobriment | Descobridor/s            |
| ------ | ---------------------- | ---------------------- | -------------------- | ------------------------ |
| 356301 | 2010 GH27              | 5 d'abril de 2010      | Kitt Peak            | Spacewatch               |
| 356302 | 2010 GB28              | 6 d'abril de 2010      | Kitt Peak            | Spacewatch               |
| 356303 | 2010 GL72              | 13 d'abril de 2010     | WISE                 | WISE                     |
| 356304 | 2010 GH100             | 26 de març de 1995     | Kitt Peak            | Spacewatch               |
| 356305 | 2010 GS109             | 9 d'abril de 2010      | Kitt Peak            | Spacewatch               |
| 356306 | 2010 GQ116             | 3 de febrer de 2006    | Anderson Mesa        | LONEOS                   |
| 356307 | 2010 GO124             | 12 de novembre de 2001 | Apache Point         | Sloan Digital Sky Survey |
| 356308 | 2010 GW144             | 26 de març de 2003     | Kitt Peak            | Spacewatch               |
| 356309 | 2010 GD158             | 13 d'abril de 2010     | Mount Lemmon         | Mt. Lemmon Survey        |
| 356310 | 2010 GD161             | 7 d'abril de 2010      | Kitt Peak            | Spacewatch               |
| 356311 | 2010 GF161             | 28 d'octubre de 2008   | Kitt Peak            | Spacewatch               |
| 356312 | 2010 HY54              | 25 d'abril de 2010     | WISE                 | WISE                     |
| 356313 | 2010 HB73              | 27 d'abril de 2010     | WISE                 | WISE                     |
| 356314 | 2010 HR77              | 1 d'octubre de 2008    | Kitt Peak            | Spacewatch               |
| 356315 | 2010 HY78              | 26 d'abril de 2010     | Mount Lemmon         | Mt. Lemmon Survey        |
| 356316 | 2010 HV79              | 23 de gener de 2006    | Kitt Peak            | Spacewatch               |
| 356317 | 2010 HW103             | 26 d'abril de 2010     | Mount Lemmon         | Mt. Lemmon Survey        |
| 356318 | 2010 HT104             | 20 d'abril de 2010     | Siding Spring        | Siding Spring Survey     |
| 356319 | 2010 HW105             | 20 d'abril de 2010     | Kitt Peak            | Spacewatch               |
| 356320 | 2010 JK8               | 1 de maig de 2010      | WISE                 | WISE                     |
| 356321 | 2010 JZ37              | 3 de maig de 2010      | Kitt Peak            | Spacewatch               |
| 356322 | 2010 JD45              | 20 de novembre de 2008 | Mount Lemmon         | Mt. Lemmon Survey        |
| 356323 | 2010 JJ45              | 7 de maig de 2010      | Kitt Peak            | Spacewatch               |
| 356324 | 2010 JZ58              | 7 de maig de 2010      | WISE                 | WISE                     |
| 356325 | 2010 JK64              | 24 d'abril de 2009     | Kitt Peak            | Spacewatch               |
| 356326 | 2010 JG72              | 23 de gener de 2006    | Kitt Peak            | Spacewatch               |
| 356327 | 2010 JV73              | 8 de maig de 2010      | Mount Lemmon         | Mt. Lemmon Survey        |
| 356328 | 2010 JL75              | 3 de maig de 2010      | Kitt Peak            | Spacewatch               |
| 356329 | 2010 JM75              | 23 de gener de 2006    | Kitt Peak            | Spacewatch               |
| 356330 | 2010 JU94              | 10 de maig de 2010     | WISE                 | WISE                     |
| 356331 | 2010 JU99              | 11 de maig de 2010     | WISE                 | WISE                     |
| 356332 | 2010 JV131             | 13 de maig de 2010     | WISE                 | WISE                     |
| 356333 | 2010 JS147             | 11 de maig de 2010     | Kitt Peak            | Spacewatch               |
| 356334 | 2010 JV151             | 7 de desembre de 2005  | Kitt Peak            | Spacewatch               |
| 356335 | 2010 JZ172             | 21 de març de 1999     | Apache Point         | Sloan Digital Sky Survey |
| 356336 | 2010 KK38              | 17 de maig de 2010     | Kitt Peak            | Spacewatch               |
| 356337 | 2010 KA62              | 22 de maig de 2010     | Siding Spring        | Siding Spring Survey     |
| 356338 | 2010 KO77              | 25 de maig de 2010     | WISE                 | WISE                     |
| 356339 | 2010 KT96              | 28 de maig de 2010     | WISE                 | WISE                     |
| 356340 | 2010 KS102             | 28 de maig de 2010     | WISE                 | WISE                     |
| 356341 | 2010 KL111             | 30 de maig de 2010     | WISE                 | WISE                     |
| 356342 | 2010 KX117             | 19 de maig de 2010     | Mount Lemmon         | Mt. Lemmon Survey        |
| 356343 | 2010 KP122             | 14 de desembre de 2001 | Socorro              | LINEAR                   |
| 356344 | 2010 KN125             | 31 de maig de 2010     | WISE                 | WISE                     |
| 356345 | 2010 LU2               | 1 de juny de 2010      | WISE                 | WISE                     |
| 356346 | 2010 LN4               | 1 de juny de 2010      | WISE                 | WISE                     |
| 356347 | 2010 LF31              | 23 d'octubre de 2005   | Catalina             | CSS                      |
| 356348 | 2010 LP34              | 3 de juny de 2010      | Kitt Peak            | Spacewatch               |
| 356349 | 2010 LG60              | 9 de juny de 2010      | WISE                 | WISE                     |
| 356350 | 2010 LX61              | 5 de juny de 2010      | Kitt Peak            | Spacewatch               |
| 356351 | 2010 LO63              | 3 d'abril de 2006      | Catalina             | CSS                      |
| 356352 | 2010 LV68              | 9 de juny de 2010      | WISE                 | WISE                     |
| 356353 | 2010 LJ88              | 12 de juny de 2010     | WISE                 | WISE                     |
| 356354 | 2010 LV90              | 12 de juny de 2010     | WISE                 | WISE                     |
| 356355 | 2010 LW101             | 13 de juny de 2010     | WISE                 | WISE                     |
| 356356 | 2010 LZ102             | 13 de juny de 2010     | WISE                 | WISE                     |
| 356357 | 2010 LO103             | 13 de juny de 2010     | WISE                 | WISE                     |
| 356358 | 2010 LJ119             | 14 de juny de 2010     | WISE                 | WISE                     |
| 356359 | 2010 LZ121             | 14 de juny de 2010     | WISE                 | WISE                     |
| 356360 | 2010 LF125             | 15 de juny de 2010     | WISE                 | WISE                     |
| 356361 | 2010 LO128             | 16 de juny de 2004     | Kitt Peak            | Spacewatch               |
| 356362 | 2010 LZ129             | 24 de març de 2003     | Kitt Peak            | Spacewatch               |
| 356363 | 2010 ME18              | 17 de juny de 2010     | WISE                 | WISE                     |
| 356364 | 2010 MD58              | 24 de juny de 2010     | WISE                 | WISE                     |
| 356365 | 2010 MP63              | 24 de juny de 2010     | WISE                 | WISE                     |
| 356366 | 2010 MB68              | 25 de juny de 2010     | WISE                 | WISE                     |
| 356367 | 2010 MQ79              | 26 de juny de 2010     | WISE                 | WISE                     |
| 356368 | 2010 MR84              | 27 de juny de 2010     | WISE                 | WISE                     |
| 356369 | 2010 MU89              | 27 de juny de 2010     | WISE                 | WISE                     |
| 356370 | 2010 MJ90              | 10 de setembre de 2004 | Kitt Peak            | Spacewatch               |
| 356371 | 2010 MC99              | 24 de març de 2003     | Kitt Peak            | Spacewatch               |
| 356372 | 2010 NR4               | 5 de juliol de 2010    | Kitt Peak            | Spacewatch               |
| 356373 | 2010 NF5               | 6 de juliol de 2010    | Mount Lemmon         | Mt. Lemmon Survey        |
| 356374 | 2010 NR5               | 4 de juliol de 2010    | Kitt Peak            | Spacewatch               |
| 356375 | 2010 NB32              | 7 de juliol de 2010    | WISE                 | WISE                     |
| 356376 | 2010 NW78              | 15 de juliol de 2010   | WISE                 | WISE                     |
| 356377 | 2010 NZ81              | 28 d'agost de 2005     | Goodricke-Pigott     | R. A. Tucker             |
| 356378 | 2010 NX113             | 13 de juliol de 2010   | WISE                 | WISE                     |
| 356379 | 2010 OW4               | 16 de juliol de 2010   | WISE                 | WISE                     |
| 356380 | 2010 OP19              | 17 de juny de 2004     | Siding Spring        | Siding Spring Survey     |
| 356381 | 2010 OL20              | 15 de setembre de 1993 | Kitt Peak            | Spacewatch               |
| 356382 | 2010 ON28              | 27 de gener de 2007    | Kitt Peak            | Spacewatch               |
| 356383 | 2010 OY39              | 21 de febrer de 2001   | Apache Point         | Sloan Digital Sky Survey |
| 356384 | 2010 OX40              | 21 d'agost de 2004     | Siding Spring        | Siding Spring Survey     |
| 356385 | 2010 OJ49              | 11 d'octubre de 2004   | Kitt Peak            | Spacewatch               |
| 356386 | 2010 OK49              | 24 de juny de 2004     | Mauna Kea            | K. J. Meech              |
| 356387 | 2010 OF100             | 20 de juliol de 2010   | Modra                | Modra                    |
| 356388 | 2010 PX22              | 25 de juliol de 2003   | Wise                 | D. Polishook             |
| 356389 | 2010 PW33              | 4 d'octubre de 2004    | Kitt Peak            | Spacewatch               |
| 356390 | 2010 PB58              | 14 de setembre de 2006 | Kitt Peak            | Spacewatch               |
| 356391 | 2010 PF59              | 19 d'agost de 2006     | Palomar              | NEAT                     |
| 356392 | 2010 PX79              | 28 de febrer de 2008   | Kitt Peak            | Spacewatch               |
| 356393 | 2010 PC81              | 13 de desembre de 2006 | Kitt Peak            | Spacewatch               |
| 356394 | 2010 QD2               | 21 d'agost de 2010     | WISE                 | WISE                     |
| 356395 | 2010 RH12              | 31 de juliol de 2001   | Palomar              | NEAT                     |
| 356396 | 2010 RM48              | 6 d'octubre de 1999    | Socorro              | LINEAR                   |
| 356397 | 2010 RL78              | 1 de setembre de 2010  | Mount Lemmon         | Mt. Lemmon Survey        |
| 356398 | 2010 RO97              | 22 de gener de 2002    | Kitt Peak            | Spacewatch               |
| 356399 | 2010 RY99              | 16 d'agost de 2001     | Socorro              | LINEAR                   |
| 356400 | 2010 RU111             | 26 de setembre de 2005 | Kitt Peak            | Spacewatch               |

## 356401-356500
| Nom    | Designació provisional | Data de descobriment   | Lloc de descobriment | Descobridor/s            |
| ------ | ---------------------- | ---------------------- | -------------------- | ------------------------ |
| 356401 | 2010 RR114             | 6 d'octubre de 2005    | Kitt Peak            | Spacewatch               |
| 356402 | 2010 RD128             | 10 de febrer de 2008   | Kitt Peak            | Spacewatch               |
| 356403 | 2010 RW162             | 2 d'octubre de 2006    | Mount Lemmon         | Mt. Lemmon Survey        |
| 356404 | 2010 RQ169             | 1 de febrer de 2003    | Kitt Peak            | Spacewatch               |
| 356405 | 2010 RG180             | 13 de setembre de 2004 | Anderson Mesa        | LONEOS                   |
| 356406 | 2010 SG8               | 31 de març de 2004     | Kitt Peak            | Spacewatch               |
| 356407 | 2010 SY17              | 10 d'octubre de 2005   | Kitt Peak            | Spacewatch               |
| 356408 | 2010 SC36              | 30 de setembre de 2010 | Catalina             | CSS                      |
| 356409 | 2010 TM2               | 7 d'abril de 2008      | Mount Lemmon         | Mt. Lemmon Survey        |
| 356410 | 2010 TQ49              | 26 de gener de 2006    | Mount Lemmon         | Mt. Lemmon Survey        |
| 356411 | 2010 TK70              | 5 de març de 2008      | Kitt Peak            | Spacewatch               |
| 356412 | 2010 TN98              | 22 de juliol de 2004   | Mauna Kea            | C. Veillet               |
| 356413 | 2010 TD100             | 7 d'abril de 2003      | Kitt Peak            | Spacewatch               |
| 356414 | 2010 TK108             | 10 de gener de 2008    | Mount Lemmon         | Mt. Lemmon Survey        |
| 356415 | 2010 TJ158             | 7 de setembre de 2004  | Kitt Peak            | Spacewatch               |
| 356416 | 2010 TM173             | 12 de febrer de 2008   | Mount Lemmon         | Mt. Lemmon Survey        |
| 356417 | 2010 UG31              | 26 de setembre de 2009 | Kitt Peak            | Spacewatch               |
| 356418 | 2010 UT48              | 17 de setembre de 2009 | Kitt Peak            | Spacewatch               |
| 356419 | 2010 UL76              | 30 d'octubre de 2010   | Kitt Peak            | Spacewatch               |
| 356420 | 2010 UU106             | 23 de gener de 2004    | Socorro              | LINEAR                   |
| 356421 | 2010 VC13              | 10 de maig de 2005     | Cerro Tololo         | M. W. Buie               |
| 356422 | 2010 VO24              | 15 de novembre de 1998 | Kitt Peak            | Spacewatch               |
| 356423 | 2010 VG61              | 15 de setembre de 2009 | Kitt Peak            | Spacewatch               |
| 356424 | 2010 VP109             | 25 de setembre de 2009 | Kitt Peak            | Spacewatch               |
| 356425 | 2010 VS119             | 22 d'agost de 2007     | Kitt Peak            | Spacewatch               |
| 356426 | 2010 VB122             | 13 de febrer de 2002   | Apache Point         | Sloan Digital Sky Survey |
| 356427 | 2010 VJ122             | 11 d'octubre de 2010   | Mount Lemmon         | Mt. Lemmon Survey        |
| 356428 | 2010 VH153             | 7 de novembre de 2010  | Socorro              | LINEAR                   |
| 356429 | 2010 VB176             | 16 de febrer de 2001   | Kitt Peak            | Spacewatch               |
| 356430 | 2010 VM178             | 16 de setembre de 2009 | Kitt Peak            | Spacewatch               |
| 356431 | 2010 VN179             | 16 d'octubre de 2009   | Mount Lemmon         | Mt. Lemmon Survey        |
| 356432 | 2010 VW192             | 13 de gener de 2000    | Kitt Peak            | Spacewatch               |
| 356433 | 2010 VW202             | 11 d'octubre de 2010   | Mount Lemmon         | Mt. Lemmon Survey        |
| 356434 | 2010 VO204             | 30 d'octubre de 1999   | Kitt Peak            | Spacewatch               |
| 356435 | 2010 WP3               | 15 de setembre de 2009 | Kitt Peak            | Spacewatch               |
| 356436 | 2010 WA5               | 4 d'abril de 2003      | Kitt Peak            | Spacewatch               |
| 356437 | 2010 WK11              | 29 de juliol de 2008   | Kitt Peak            | Spacewatch               |
| 356438 | 2010 WJ21              | 21 de setembre de 2008 | Mount Lemmon         | Mt. Lemmon Survey        |
| 356439 | 2010 WH46              | 5 de setembre de 2008  | Kitt Peak            | Spacewatch               |
| 356440 | 2010 WV68              | 27 d'octubre de 2009   | Mount Lemmon         | Mt. Lemmon Survey        |
| 356441 | 2010 XX7               | 17 de setembre de 2009 | Kitt Peak            | Spacewatch               |
| 356442 | 2010 XR24              | 30 de novembre de 2000 | Apache Point         | Sloan Digital Sky Survey |
| 356443 | 2010 XR32              | 29 d'octubre de 2010   | Mount Lemmon         | Mt. Lemmon Survey        |
| 356444 | 2010 XK35              | 28 d'octubre de 2010   | Mount Lemmon         | Mt. Lemmon Survey        |
| 356445 | 2010 XD45              | 6 de juny de 2005      | Kitt Peak            | Spacewatch               |
| 356446 | 2010 XD74              | 17 de juny de 2005     | Mount Lemmon         | Mt. Lemmon Survey        |
| 356447 | 2010 XW75              | 2 de novembre de 2010  | Kitt Peak            | Spacewatch               |
| 356448 | 2010 XU78              | 10 de setembre de 2007 | Kitt Peak            | Spacewatch               |
| 356449 | 2010 XO79              | 8 de novembre de 2010  | Mount Lemmon         | Mt. Lemmon Survey        |
| 356450 | 2010 XF85              | 11 de juny de 2007     | Mauna Kea            | D. D. Balam              |
| 356451 | 2011 GP27              | 19 de juliol de 2007   | Mount Lemmon         | Mt. Lemmon Survey        |
| 356452 | 2011 LK13              | 22 d'agost de 2006     | Palomar              | NEAT                     |
| 356453 | 2011 LT26              | 27 de desembre de 2005 | Kitt Peak            | Spacewatch               |
| 356454 | 2011 NM                | 12 de novembre de 2001 | Socorro              | LINEAR                   |
| 356455 | 2011 OE4               | 3 de juny de 2011      | Mount Lemmon         | Mt. Lemmon Survey        |
| 356456 | 2011 OT16              | 8 de febrer de 2002    | Palomar              | NEAT                     |
| 356457 | 2011 OA17              | 14 de desembre de 2003 | Kitt Peak            | Spacewatch               |
| 356458 | 2011 OL18              | 5 de març de 2002      | Kitt Peak            | Spacewatch               |
| 356459 | 2011 PU13              | 13 de setembre de 2007 | Mount Lemmon         | Mt. Lemmon Survey        |
| 356460 | 2011 QC1               | 19 de juny de 2007     | Kitt Peak            | Spacewatch               |
| 356461 | 2011 QK2               | 24 d'octubre de 2008   | Catalina             | CSS                      |
| 356462 | 2011 QY8               | 5 de març de 2006      | Kitt Peak            | Spacewatch               |
| 356463 | 2011 QU22              | 6 d'agost de 2007      | Lulin                | Lulin                    |
| 356464 | 2011 QF25              | 19 d'octubre de 2007   | Mount Lemmon         | Mt. Lemmon Survey        |
| 356465 | 2011 QB34              | 1 de gener de 2008     | Mount Lemmon         | Mt. Lemmon Survey        |
| 356466 | 2011 QG37              | 22 d'octubre de 2008   | Kitt Peak            | Spacewatch               |
| 356467 | 2011 QT38              | 30 de desembre de 2008 | Mount Lemmon         | Mt. Lemmon Survey        |
| 356468 | 2011 QM40              | 3 de juliol de 2011    | Mount Lemmon         | Mt. Lemmon Survey        |
| 356469 | 2011 QZ40              | 18 de febrer de 2010   | Mount Lemmon         | Mt. Lemmon Survey        |
| 356470 | 2011 QU46              | 13 de gener de 2008    | Vail-Jarnac          | Jarnac                   |
| 356471 | 2011 QU59              | 4 de desembre de 2008  | Mount Lemmon         | Mt. Lemmon Survey        |
| 356472 | 2011 QT61              | 3 de novembre de 2004  | Kitt Peak            | Spacewatch               |
| 356473 | 2011 QO62              | 23 de gener de 2006    | Mount Lemmon         | Mt. Lemmon Survey        |
| 356474 | 2011 QG63              | 18 de febrer de 2010   | Mount Lemmon         | Mt. Lemmon Survey        |
| 356475 | 2011 QE64              | 23 d'agost de 2007     | Kitt Peak            | Spacewatch               |
| 356476 | 2011 QL67              | 2 de gener de 2009     | Mount Lemmon         | Mt. Lemmon Survey        |
| 356477 | 2011 QZ67              | 11 de juny de 2011     | Mount Lemmon         | Mt. Lemmon Survey        |
| 356478 | 2011 QT72              | 13 de febrer de 2010   | Mount Lemmon         | Mt. Lemmon Survey        |
| 356479 | 2011 QQ76              | 8 de febrer de 2002    | Kitt Peak            | Spacewatch               |
| 356480 | 2011 QT91              | 2 d'abril de 2006      | Kitt Peak            | Spacewatch               |
| 356481 | 2011 QG96              | 9 de febrer de 2005    | Kitt Peak            | Spacewatch               |
| 356482 | 2011 RT1               | 10 de setembre de 2007 | Mount Lemmon         | Mt. Lemmon Survey        |
| 356483 | 2011 RB2               | 16 d'octubre de 2006   | Catalina             | CSS                      |
| 356484 | 2011 RL9               | 22 de juny de 2007     | Mount Lemmon         | Mt. Lemmon Survey        |
| 356485 | 2011 RQ9               | 19 d'abril de 2006     | Mount Lemmon         | Mt. Lemmon Survey        |
| 356486 | 2011 RW11              | 21 de setembre de 2000 | Kitt Peak            | Spacewatch               |
| 356487 | 2011 RJ16              | 25 de novembre de 2005 | Kitt Peak            | Spacewatch               |
| 356488 | 2011 RQ18              | 11 de març de 2002     | Palomar              | NEAT                     |
| 356489 | 2011 RS19              | 2 de juny de 2003      | Kitt Peak            | Spacewatch               |
| 356490 | 2011 RU19              | 10 de setembre de 2002 | Palomar              | NEAT                     |
| 356491 | 2011 SB1               | 2 de maig de 2006      | Mount Lemmon         | Mt. Lemmon Survey        |
| 356492 | 2011 SF1               | 23 de març de 2006     | Kitt Peak            | Spacewatch               |
| 356493 | 2011 SY10              | 13 de desembre de 2007 | Socorro              | LINEAR                   |
| 356494 | 2011 SA13              | 1 d'octubre de 2000    | Socorro              | LINEAR                   |
| 356495 | 2011 SE22              | 3 de juliol de 2005    | Mount Lemmon         | Mt. Lemmon Survey        |
| 356496 | 2011 SW23              | 18 de juliol de 2006   | Siding Spring        | Siding Spring Survey     |
| 356497 | 2011 SL27              | 13 de març de 2007     | Mount Lemmon         | Mt. Lemmon Survey        |
| 356498 | 2011 SE28              | 25 d'octubre de 2008   | Socorro              | LINEAR                   |
| 356499 | 2011 SV28              | 4 d'octubre de 1997    | Kitt Peak            | Spacewatch               |
| 356500 | 2011 SO31              | 18 de desembre de 2001 | Anderson Mesa        | LONEOS                   |

## 356501-356600
| Nom    | Designació provisional | Data de descobriment   | Lloc de descobriment | Descobridor/s                                          |
| ------ | ---------------------- | ---------------------- | -------------------- | ------------------------------------------------------ |
| 356501 | 2011 SE35              | 25 de febrer de 2006   | Kitt Peak            | Spacewatch                                             |
| 356502 | 2011 SS36              | 12 d'abril de 2005     | Mount Lemmon         | Mt. Lemmon Survey                                      |
| 356503 | 2011 SH38              | 18 d'octubre de 2006   | Kitt Peak            | Spacewatch                                             |
| 356504 | 2011 SA39              | 11 de setembre de 2007 | Mount Lemmon         | Mt. Lemmon Survey                                      |
| 356505 | 2011 SZ39              | 19 de novembre de 2006 | Kitt Peak            | Spacewatch                                             |
| 356506 | 2011 SP42              | 16 de març de 2005     | Kitt Peak            | Spacewatch                                             |
| 356507 | 2011 SM48              | 29 de setembre de 2008 | Mount Lemmon         | Mt. Lemmon Survey                                      |
| 356508 | 2011 SA49              | 17 de febrer de 2004   | Socorro              | LINEAR                                                 |
| 356509 | 2011 SM51              | 20 de febrer de 2009   | Kitt Peak            | Spacewatch                                             |
| 356510 | 2011 SO52              | 13 de gener de 2008    | Kitt Peak            | Spacewatch                                             |
| 356511 | 2011 SM56              | 11 de setembre de 2007 | Mount Lemmon         | Mt. Lemmon Survey                                      |
| 356512 | 2011 ST60              | 7 de juliol de 2007    | Reedy Creek          | J. Broughton                                           |
| 356513 | 2011 SE68              | 3 de juliol de 2011    | Mount Lemmon         | Mt. Lemmon Survey                                      |
| 356514 | 2011 SC71              | 17 de novembre de 2007 | Kitt Peak            | Spacewatch                                             |
| 356515 | 2011 SJ71              | 2 de febrer de 2006    | Kitt Peak            | Spacewatch                                             |
| 356516 | 2011 ST83              | 20 d'octubre de 2007   | Kitt Peak            | Spacewatch                                             |
| 356517 | 2011 SX84              | 6 d'abril de 2005      | Kitt Peak            | Spacewatch                                             |
| 356518 | 2011 SY84              | 11 d'abril de 2005     | Mount Lemmon         | Mt. Lemmon Survey                                      |
| 356519 | 2011 SC87              | 3 d'octubre de 2000    | Socorro              | LINEAR                                                 |
| 356520 | 2011 SV87              | 26 d'agost de 1998     | Anderson Mesa        | LONEOS                                                 |
| 356521 | 2011 SV89              | 17 de març de 2005     | Mount Lemmon         | Mt. Lemmon Survey                                      |
| 356522 | 2011 SH90              | 20 de març de 1999     | Apache Point         | Sloan Digital Sky Survey                               |
| 356523 | 2011 SQ90              | 27 de febrer de 2009   | Kitt Peak            | Spacewatch                                             |
| 356524 | 2011 SK91              | 17 de desembre de 2007 | Kitt Peak            | Spacewatch                                             |
| 356525 | 2011 SE92              | 2 de novembre de 2007  | Kitt Peak            | Spacewatch                                             |
| 356526 | 2011 SR102             | 7 d'octubre de 1977    | Palomar              | C. J. van Houten, I. van Houten-Groeneveld, T. Gehrels |
| 356527 | 2011 SH104             | 29 de gener de 2009    | Mount Lemmon         | Mt. Lemmon Survey                                      |
| 356528 | 2011 SZ104             | 10 de novembre de 2006 | Kitt Peak            | Spacewatch                                             |
| 356529 | 2011 SA107             | 25 d'octubre de 2000   | Socorro              | LINEAR                                                 |
| 356530 | 2011 SX111             | 8 d'octubre de 2007    | Catalina             | CSS                                                    |
| 356531 | 2011 SJ112             | 21 de juliol de 2007   | Lulin                | Lulin                                                  |
| 356532 | 2011 SD115             | 28 de febrer de 2006   | Mount Lemmon         | Mt. Lemmon Survey                                      |
| 356533 | 2011 SP125             | 19 de novembre de 2003 | Kitt Peak            | Spacewatch                                             |
| 356534 | 2011 SR131             | 22 de setembre de 2004 | Kitt Peak            | Spacewatch                                             |
| 356535 | 2011 SS132             | 5 d'abril de 2000      | Kitt Peak            | Spacewatch                                             |
| 356536 | 2011 SH134             | 29 de desembre de 2008 | Mount Lemmon         | Mt. Lemmon Survey                                      |
| 356537 | 2011 SS134             | 30 d'octubre de 2007   | Kitt Peak            | Spacewatch                                             |
| 356538 | 2011 SZ147             | 10 de març de 2008     | Kitt Peak            | Spacewatch                                             |
| 356539 | 2011 SM152             | 5 de desembre de 2007  | Kitt Peak            | Spacewatch                                             |
| 356540 | 2011 SO158             | 4 d'octubre de 2002    | Socorro              | LINEAR                                                 |
| 356541 | 2011 SL165             | 31 de març de 2009     | Kitt Peak            | Spacewatch                                             |
| 356542 | 2011 SO165             | 20 de setembre de 2001 | Socorro              | LINEAR                                                 |
| 356543 | 2011 SZ166             | 16 d'octubre de 1998   | Kitt Peak            | Spacewatch                                             |
| 356544 | 2011 SV174             | 13 d'octubre de 2004   | Kitt Peak            | Spacewatch                                             |
| 356545 | 2011 SZ174             | 2 de novembre de 2006  | Mount Lemmon         | Mt. Lemmon Survey                                      |
| 356546 | 2011 SV176             | 2 de novembre de 2007  | Kitt Peak            | Spacewatch                                             |
| 356547 | 2011 SM178             | 17 d'agost de 2006     | Palomar              | NEAT                                                   |
| 356548 | 2011 ST178             | 5 d'octubre de 2004    | Kitt Peak            | Spacewatch                                             |
| 356549 | 2011 SC179             | 13 de setembre de 2002 | Palomar              | NEAT                                                   |
| 356550 | 2011 ST182             | 12 de març de 2010     | Kitt Peak            | Spacewatch                                             |
| 356551 | 2011 SB186             | 29 d'agost de 2006     | Kitt Peak            | Spacewatch                                             |
| 356552 | 2011 SZ188             | 7 de febrer de 2002    | Palomar              | NEAT                                                   |
| 356553 | 2011 SW189             | 2 d'octubre de 1997    | Kitt Peak            | Spacewatch                                             |
| 356554 | 2011 SP190             | 12 d'octubre de 2007   | Mount Lemmon         | Mt. Lemmon Survey                                      |
| 356555 | 2011 SC194             | 20 de febrer de 2009   | Kitt Peak            | Spacewatch                                             |
| 356556 | 2011 SE194             | 15 de setembre de 2007 | Mount Lemmon         | Mt. Lemmon Survey                                      |
| 356557 | 2011 SJ194             | 5 d'agost de 2005      | Palomar              | NEAT                                                   |
| 356558 | 2011 SR201             | 24 de febrer de 2006   | Kitt Peak            | Spacewatch                                             |
| 356559 | 2011 SE204             | 15 de desembre de 2007 | Kitt Peak            | Spacewatch                                             |
| 356560 | 2011 SK204             | 24 d'agost de 2000     | Socorro              | LINEAR                                                 |
| 356561 | 2011 SR204             | 14 d'abril de 2002     | Kitt Peak            | Spacewatch                                             |
| 356562 | 2011 SA205             | 2 d'abril de 2006      | Catalina             | CSS                                                    |
| 356563 | 2011 SW206             | 29 de setembre de 2003 | Anderson Mesa        | LONEOS                                                 |
| 356564 | 2011 SX207             | 10 d'agost de 2007     | Kitt Peak            | Spacewatch                                             |
| 356565 | 2011 SG208             | 23 de setembre de 2000 | Socorro              | LINEAR                                                 |
| 356566 | 2011 SR209             | 8 d'octubre de 2007    | Catalina             | CSS                                                    |
| 356567 | 2011 SW218             | 17 d'abril de 2001     | Anderson Mesa        | LONEOS                                                 |
| 356568 | 2011 SC219             | 10 d'octubre de 2007   | Mount Lemmon         | Mt. Lemmon Survey                                      |
| 356569 | 2011 SN223             | 20 de novembre de 2007 | Catalina             | CSS                                                    |
| 356570 | 2011 SK224             | 22 de març de 1996     | Kitt Peak            | Spacewatch                                             |
| 356571 | 2011 SV233             | 11 d'octubre de 2002   | Kitt Peak            | Spacewatch                                             |
| 356572 | 2011 SE234             | 25 de gener de 2009    | Kitt Peak            | Spacewatch                                             |
| 356573 | 2011 SU244             | 15 de novembre de 2007 | Anderson Mesa        | LONEOS                                                 |
| 356574 | 2011 SJ245             | 17 de desembre de 2003 | Kitt Peak            | Spacewatch                                             |
| 356575 | 2011 SL245             | 7 d'agost de 2005      | Siding Spring        | Siding Spring Survey                                   |
| 356576 | 2011 SJ246             | 31 d'agost de 2005     | Kitt Peak            | Spacewatch                                             |
| 356577 | 2011 SB248             | 7 de novembre de 2007  | Kitt Peak            | Spacewatch                                             |
| 356578 | 2011 SY249             | 20 de febrer de 2009   | Kitt Peak            | Spacewatch                                             |
| 356579 | 2011 SL251             | 2 d'octubre de 2000    | Anderson Mesa        | LONEOS                                                 |
| 356580 | 2011 SO252             | 10 d'abril de 2005     | Kitt Peak            | Spacewatch                                             |
| 356581 | 2011 SE255             | 23 de novembre de 2003 | Anderson Mesa        | LONEOS                                                 |
| 356582 | 2011 SN255             | 21 d'octubre de 2003   | Kitt Peak            | Spacewatch                                             |
| 356583 | 2011 SV256             | 2 d'octubre de 2006    | Mount Lemmon         | Mt. Lemmon Survey                                      |
| 356584 | 2011 SF257             | 13 d'octubre de 1999   | Apache Point         | Sloan Digital Sky Survey                               |
| 356585 | 2011 SZ257             | 16 d'octubre de 2006   | Mount Lemmon         | Mt. Lemmon Survey                                      |
| 356586 | 2011 SS258             | 28 de setembre de 2006 | Kitt Peak            | Spacewatch                                             |
| 356587 | 2011 ST258             | 16 de desembre de 2007 | Mount Lemmon         | Mt. Lemmon Survey                                      |
| 356588 | 2011 SZ258             | 1 d'abril de 2003      | Apache Point         | Sloan Digital Sky Survey                               |
| 356589 | 2011 SA259             | 24 de setembre de 2006 | Anderson Mesa        | LONEOS                                                 |
| 356590 | 2011 SZ271             | 31 de gener de 2006    | Kitt Peak            | Spacewatch                                             |
| 356591 | 2011 SB272             | 8 de maig de 1997      | Kitt Peak            | Spacewatch                                             |
| 356592 | 2011 SN274             | 27 d'agost de 2005     | Palomar              | NEAT                                                   |
| 356593 | 2011 SC276             | 18 d'octubre de 1995   | Kitt Peak            | Spacewatch                                             |
| 356594 | 2011 TA1               | 19 de gener de 2004    | Kitt Peak            | Spacewatch                                             |
| 356595 | 2011 TE1               | 30 de setembre de 2005 | Anderson Mesa        | LONEOS                                                 |
| 356596 | 2011 TJ1               | 30 de gener de 2009    | Mount Lemmon         | Mt. Lemmon Survey                                      |
| 356597 | 2011 TS1               | 10 de setembre de 2007 | Kitt Peak            | Spacewatch                                             |
| 356598 | 2011 TQ2               | 19 d'agost de 2006     | Kitt Peak            | Spacewatch                                             |
| 356599 | 2011 TZ2               | 19 de gener de 2004    | Kitt Peak            | Spacewatch                                             |
| 356600 | 2011 TR7               | 27 d'agost de 2006     | Kitt Peak            | Spacewatch                                             |

## 356601-356700
| Nom    | Designació provisional | Data de descobriment   | Lloc de descobriment | Descobridor/s            |
| ------ | ---------------------- | ---------------------- | -------------------- | ------------------------ |
| 356601 | 2011 TG10              | 27 d'agost de 2005     | Palomar              | NEAT                     |
| 356602 | 2011 TC12              | 24 d'agost de 2007     | Kitt Peak            | Spacewatch               |
| 356603 | 2011 TF12              | 25 d'abril de 2000     | Kitt Peak            | Spacewatch               |
| 356604 | 2011 TR12              | 7 de febrer de 2008    | Mount Lemmon         | Mt. Lemmon Survey        |
| 356605 | 2011 TU12              | 24 de setembre de 2000 | Socorro              | LINEAR                   |
| 356606 | 2011 TV12              | 6 d'agost de 2005      | Palomar              | NEAT                     |
| 356607 | 2011 TM16              | 12 de març de 2004     | Palomar              | NEAT                     |
| 356608 | 2011 UQ                | 12 de gener de 2008    | Kitt Peak            | Spacewatch               |
| 356609 | 2011 UY1               | 16 de desembre de 2007 | Mount Lemmon         | Mt. Lemmon Survey        |
| 356610 | 2011 UV2               | 10 d'abril de 2010     | WISE                 | WISE                     |
| 356611 | 2011 UR3               | 30 d'octubre de 2008   | Kitt Peak            | Spacewatch               |
| 356612 | 2011 UC6               | 9 d'abril de 2003      | Palomar              | NEAT                     |
| 356613 | 2011 UM8               | 2 de novembre de 2007  | Mount Lemmon         | Mt. Lemmon Survey        |
| 356614 | 2011 US12              | 20 de març de 1999     | Caussols             | ODAS                     |
| 356615 | 2011 UC13              | 29 d'agost de 2006     | Kitt Peak            | Spacewatch               |
| 356616 | 2011 UN13              | 29 de desembre de 2008 | Mount Lemmon         | Mt. Lemmon Survey        |
| 356617 | 2011 UX13              | 6 d'agost de 2002      | Palomar              | NEAT                     |
| 356618 | 2011 UT14              | 23 de setembre de 1997 | Kitt Peak            | Spacewatch               |
| 356619 | 2011 UT15              | 21 d'octubre de 2006   | Mount Lemmon         | Mt. Lemmon Survey        |
| 356620 | 2011 UH17              | 30 d'agost de 2005     | Kitt Peak            | Spacewatch               |
| 356621 | 2011 UP17              | 21 d'octubre de 2003   | Kitt Peak            | Spacewatch               |
| 356622 | 2011 UQ17              | 11 de febrer de 2004   | Palomar              | NEAT                     |
| 356623 | 2011 US17              | 6 de juliol de 2002    | Kitt Peak            | Spacewatch               |
| 356624 | 2011 UV19              | 27 de setembre de 2006 | Mount Lemmon         | Mt. Lemmon Survey        |
| 356625 | 2011 UF22              | 10 de març de 2005     | Mount Lemmon         | Mt. Lemmon Survey        |
| 356626 | 2011 UH23              | 2 d'abril de 2009      | Mount Lemmon         | Mt. Lemmon Survey        |
| 356627 | 2011 UF26              | 27 de setembre de 2006 | Kitt Peak            | Spacewatch               |
| 356628 | 2011 UP26              | 25 de setembre de 2006 | Kitt Peak            | Spacewatch               |
| 356629 | 2011 UZ28              | 28 de febrer de 2008   | Mount Lemmon         | Mt. Lemmon Survey        |
| 356630 | 2011 US32              | 23 de setembre de 2006 | San Marcello         | San Marcello             |
| 356631 | 2011 UH34              | 24 de setembre de 2006 | Kitt Peak            | Spacewatch               |
| 356632 | 2011 UB36              | 20 d'octubre de 2006   | Kitt Peak            | Spacewatch               |
| 356633 | 2011 UV37              | 9 de juliol de 2005    | Kitt Peak            | Spacewatch               |
| 356634 | 2011 UC38              | 7 de febrer de 2008    | Mount Lemmon         | Mt. Lemmon Survey        |
| 356635 | 2011 UO38              | 25 de juliol de 2006   | Mount Lemmon         | Mt. Lemmon Survey        |
| 356636 | 2011 UM39              | 11 d'octubre de 2004   | Kitt Peak            | Spacewatch               |
| 356637 | 2011 UO39              | 29 de juny de 2005     | Kitt Peak            | Spacewatch               |
| 356638 | 2011 UJ42              | 20 de novembre de 2003 | Socorro              | LINEAR                   |
| 356639 | 2011 UB45              | 22 de gener de 2006    | Mount Lemmon         | Mt. Lemmon Survey        |
| 356640 | 2011 UC45              | 29 de novembre de 1997 | Kitt Peak            | Spacewatch               |
| 356641 | 2011 UE45              | 6 de juliol de 2003    | Kitt Peak            | Spacewatch               |
| 356642 | 2011 UL48              | 15 de març de 2004     | Kitt Peak            | Spacewatch               |
| 356643 | 2011 UN48              | 21 d'agost de 2006     | Kitt Peak            | Spacewatch               |
| 356644 | 2011 UZ48              | 2 d'abril de 2005      | Kitt Peak            | Spacewatch               |
| 356645 | 2011 UF49              | 30 de juliol de 2005   | Palomar              | NEAT                     |
| 356646 | 2011 UK53              | 7 de juny de 2010      | WISE                 | WISE                     |
| 356647 | 2011 UN53              | 6 de novembre de 2007  | Kitt Peak            | Spacewatch               |
| 356648 | 2011 UR56              | 18 d'agost de 2006     | Kitt Peak            | Spacewatch               |
| 356649 | 2011 UG61              | 9 de desembre de 2006  | Kitt Peak            | Spacewatch               |
| 356650 | 2011 UH61              | 15 de juliol de 2004   | Siding Spring        | Siding Spring Survey     |
| 356651 | 2011 UK61              | 2 de juny de 2010      | WISE                 | WISE                     |
| 356652 | 2011 UX61              | 31 d'octubre de 2006   | Mount Lemmon         | Mt. Lemmon Survey        |
| 356653 | 2011 UF62              | 20 d'abril de 2006     | Kitt Peak            | Spacewatch               |
| 356654 | 2011 US65              | 28 de setembre de 2006 | Mount Lemmon         | Mt. Lemmon Survey        |
| 356655 | 2011 UT65              | 26 de març de 1996     | Kitt Peak            | Spacewatch               |
| 356656 | 2011 UG67              | 14 de setembre de 2006 | Palomar              | NEAT                     |
| 356657 | 2011 US67              | 24 de novembre de 2006 | Mount Lemmon         | Mt. Lemmon Survey        |
| 356658 | 2011 UT71              | 4 d'octubre de 2002    | Socorro              | LINEAR                   |
| 356659 | 2011 UO72              | 11 de novembre de 2007 | Mount Lemmon         | Mt. Lemmon Survey        |
| 356660 | 2011 UR73              | 18 de març de 2009     | Kitt Peak            | Spacewatch               |
| 356661 | 2011 UY74              | 20 d'octubre de 2006   | Palomar              | NEAT                     |
| 356662 | 2011 UW75              | 24 de setembre de 2005 | Kitt Peak            | Spacewatch               |
| 356663 | 2011 US76              | 18 de setembre de 2003 | Kitt Peak            | Spacewatch               |
| 356664 | 2011 UA77              | 27 d'agost de 2006     | Kitt Peak            | Spacewatch               |
| 356665 | 2011 UJ77              | 23 d'agost de 2007     | Kitt Peak            | Spacewatch               |
| 356666 | 2011 UN77              | 30 d'agost de 2005     | Kitt Peak            | Spacewatch               |
| 356667 | 2011 UY77              | 26 de setembre de 2006 | Kitt Peak            | Spacewatch               |
| 356668 | 2011 UO80              | 22 d'octubre de 2006   | Mount Lemmon         | Mt. Lemmon Survey        |
| 356669 | 2011 UB82              | 14 de setembre de 2006 | Kitt Peak            | Spacewatch               |
| 356670 | 2011 UM82              | 1 d'octubre de 2005    | Kitt Peak            | Spacewatch               |
| 356671 | 2011 US84              | 19 de maig de 2010     | WISE                 | WISE                     |
| 356672 | 2011 UL86              | 17 de setembre de 2006 | Kitt Peak            | Spacewatch               |
| 356673 | 2011 UP87              | 13 de desembre de 2006 | Kitt Peak            | Spacewatch               |
| 356674 | 2011 UQ87              | 3 de febrer de 2008    | Catalina             | CSS                      |
| 356675 | 2011 UZ89              | 1 d'octubre de 2005    | Kitt Peak            | Spacewatch               |
| 356676 | 2011 UA91              | 16 de gener de 2008    | Kitt Peak            | Spacewatch               |
| 356677 | 2011 UR93              | 4 d'abril de 2002      | Palomar              | NEAT                     |
| 356678 | 2011 UB94              | 13 de març de 2005     | Kitt Peak            | Spacewatch               |
| 356679 | 2011 UW97              | 30 d'agost de 1998     | Kitt Peak            | Spacewatch               |
| 356680 | 2011 UD99              | 23 de novembre de 2006 | Kitt Peak            | Spacewatch               |
| 356681 | 2011 UN101             | 21 de març de 2004     | Kitt Peak            | Spacewatch               |
| 356682 | 2011 UL103             | 17 de novembre de 2006 | Mount Lemmon         | Mt. Lemmon Survey        |
| 356683 | 2011 UL104             | 28 d'agost de 2006     | Kitt Peak            | Spacewatch               |
| 356684 | 2011 US107             | 5 de juny de 2005      | Kitt Peak            | Spacewatch               |
| 356685 | 2011 UT111             | 23 d'octubre de 2011   | Desert Moon          | B. L. Stevens            |
| 356686 | 2011 UF113             | 15 d'abril de 2005     | Kitt Peak            | Spacewatch               |
| 356687 | 2011 UK117             | 9 de febrer de 2008    | Mount Lemmon         | Mt. Lemmon Survey        |
| 356688 | 2011 UB121             | 22 de gener de 2004    | Socorro              | LINEAR                   |
| 356689 | 2011 UF123             | 19 d'abril de 2004     | Kitt Peak            | Spacewatch               |
| 356690 | 2011 UG123             | 24 de febrer de 2009   | Kitt Peak            | Spacewatch               |
| 356691 | 2011 UR124             | 3 d'octubre de 2011    | XuYi                 | PMO NEO Survey Program   |
| 356692 | 2011 UF125             | 21 d'octubre de 1993   | Kitt Peak            | Spacewatch               |
| 356693 | 2011 UA128             | 28 de novembre de 2000 | Kitt Peak            | Spacewatch               |
| 356694 | 2011 UL134             | 18 de setembre de 2006 | Catalina             | CSS                      |
| 356695 | 2011 UM136             | 12 de febrer de 2000   | Apache Point         | Sloan Digital Sky Survey |
| 356696 | 2011 UL137             | 12 de novembre de 2006 | Mount Lemmon         | Mt. Lemmon Survey        |
| 356697 | 2011 UW137             | 1 de setembre de 2005  | Kitt Peak            | Spacewatch               |
| 356698 | 2011 UM138             | 24 de setembre de 2005 | Kitt Peak            | Spacewatch               |
| 356699 | 2011 US138             | 29 d'agost de 2006     | Catalina             | CSS                      |
| 356700 | 2011 UD140             | 18 de novembre de 2006 | Kitt Peak            | Spacewatch               |

## 356701-356800
| Nom    | Designació provisional | Data de descobriment   | Lloc de descobriment | Descobridor/s            |
| ------ | ---------------------- | ---------------------- | -------------------- | ------------------------ |
| 356701 | 2011 UM140             | 15 d'agost de 2002     | Kitt Peak            | Spacewatch               |
| 356702 | 2011 UH141             | 1 de novembre de 2000  | Socorro              | LINEAR                   |
| 356703 | 2011 UV141             | 4 de desembre de 2007  | Mount Lemmon         | Mt. Lemmon Survey        |
| 356704 | 2011 UF142             | 22 de novembre de 1998 | Kitt Peak            | Spacewatch               |
| 356705 | 2011 UH143             | 19 d'abril de 2009     | Kitt Peak            | Spacewatch               |
| 356706 | 2011 UZ143             | 19 de gener de 2008    | Mount Lemmon         | Mt. Lemmon Survey        |
| 356707 | 2011 UG149             | 27 de juny de 2005     | Kitt Peak            | Spacewatch               |
| 356708 | 2011 UQ149             | 26 de març de 2006     | Kitt Peak            | Spacewatch               |
| 356709 | 2011 UC151             | 22 de març de 2006     | Catalina             | CSS                      |
| 356710 | 2011 UK153             | 16 de setembre de 2010 | Mount Lemmon         | Mt. Lemmon Survey        |
| 356711 | 2011 UH159             | 25 de setembre de 2000 | Anderson Mesa        | LONEOS                   |
| 356712 | 2011 UC160             | 29 de novembre de 2000 | Socorro              | LINEAR                   |
| 356713 | 2011 UK160             | 10 d'abril de 2003     | Kitt Peak            | Spacewatch               |
| 356714 | 2011 UZ162             | 4 de juliol de 2005    | Palomar              | NEAT                     |
| 356715 | 2011 UY163             | 28 d'agost de 2005     | Kitt Peak            | Spacewatch               |
| 356716 | 2011 UG164             | 1 d'abril de 2003      | Apache Point         | Sloan Digital Sky Survey |
| 356717 | 2011 UO173             | 20 de febrer de 2009   | Kitt Peak            | Spacewatch               |
| 356718 | 2011 UN174             | 10 d'abril de 2003     | Kitt Peak            | Spacewatch               |
| 356719 | 2011 UT175             | 7 de gener de 2006     | Mount Lemmon         | Mt. Lemmon Survey        |
| 356720 | 2011 UX175             | 12 de setembre de 2002 | Palomar              | NEAT                     |
| 356721 | 2011 UK176             | 12 de març de 2005     | Kitt Peak            | Spacewatch               |
| 356722 | 2011 US176             | 5 de desembre de 2002  | Kitt Peak            | Spacewatch               |
| 356723 | 2011 UB178             | 28 d'agost de 2005     | Kitt Peak            | Spacewatch               |
| 356724 | 2011 UT179             | 23 de setembre de 2005 | Kitt Peak            | Spacewatch               |
| 356725 | 2011 UB181             | 13 de desembre de 2006 | Kitt Peak            | Spacewatch               |
| 356726 | 2011 UO181             | 1 de novembre de 2007  | Kitt Peak            | Spacewatch               |
| 356727 | 2011 UW183             | 11 de març de 2005     | Kitt Peak            | Spacewatch               |
| 356728 | 2011 UP185             | 10 de febrer de 2002   | Socorro              | LINEAR                   |
| 356729 | 2011 UM187             | 3 d'octubre de 2002    | Palomar              | NEAT                     |
| 356730 | 2011 US190             | 26 de juliol de 2005   | Palomar              | NEAT                     |
| 356731 | 2011 UT190             | 19 de gener de 2001    | Socorro              | LINEAR                   |
| 356732 | 2011 UJ191             | 26 d'agost de 2005     | Palomar              | NEAT                     |
| 356733 | 2011 UQ193             | 1 de juliol de 2005    | Kitt Peak            | Spacewatch               |
| 356734 | 2011 UM194             | 25 de març de 2003     | Kitt Peak            | Spacewatch               |
| 356735 | 2011 UP195             | 15 de setembre de 2006 | Kitt Peak            | Spacewatch               |
| 356736 | 2011 UH197             | 26 de gener de 2006    | Kitt Peak            | Spacewatch               |
| 356737 | 2011 UL199             | 18 de novembre de 2006 | Kitt Peak            | Spacewatch               |
| 356738 | 2011 UE201             | 19 de maig de 2010     | Mount Lemmon         | Mt. Lemmon Survey        |
| 356739 | 2011 UH202             | 30 d'agost de 2005     | Kitt Peak            | Spacewatch               |
| 356740 | 2011 UE203             | 25 de setembre de 2006 | Anderson Mesa        | LONEOS                   |
| 356741 | 2011 UZ204             | 18 de juny de 2010     | Mount Lemmon         | Mt. Lemmon Survey        |
| 356742 | 2011 UC207             | 28 d'agost de 2006     | Catalina             | CSS                      |
| 356743 | 2011 UL207             | 9 d'octubre de 2007    | Kitt Peak            | Spacewatch               |
| 356744 | 2011 UG209             | 18 d'octubre de 2007   | Kitt Peak            | Spacewatch               |
| 356745 | 2011 UZ212             | 21 de desembre de 2003 | Kitt Peak            | Spacewatch               |
| 356746 | 2011 UT216             | 20 de novembre de 2006 | Kitt Peak            | Spacewatch               |
| 356747 | 2011 UZ216             | 26 de setembre de 2005 | Kitt Peak            | Spacewatch               |
| 356748 | 2011 UA224             | 11 de setembre de 2002 | Palomar              | NEAT                     |
| 356749 | 2011 UU235             | 28 de desembre de 2007 | Kitt Peak            | Spacewatch               |
| 356750 | 2011 UY237             | 19 d'agost de 2006     | Kitt Peak            | Spacewatch               |
| 356751 | 2011 UD239             | 19 d'agost de 2006     | Kitt Peak            | Spacewatch               |
| 356752 | 2011 UB240             | 1 d'octubre de 2005    | Kitt Peak            | Spacewatch               |
| 356753 | 2011 UX243             | 12 de setembre de 2007 | Kitt Peak            | Spacewatch               |
| 356754 | 2011 UY243             | 30 de setembre de 2005 | Mount Lemmon         | Mt. Lemmon Survey        |
| 356755 | 2011 UR248             | 9 d'octubre de 2005    | Kitt Peak            | Spacewatch               |
| 356756 | 2011 UP249             | 30 d'octubre de 2005   | Kitt Peak            | Spacewatch               |
| 356757 | 2011 UY249             | 25 de setembre de 2006 | Kitt Peak            | Spacewatch               |
| 356758 | 2011 UP250             | 7 de febrer de 2008    | Mount Lemmon         | Mt. Lemmon Survey        |
| 356759 | 2011 UZ250             | 11 d'octubre de 2001   | Palomar              | NEAT                     |
| 356760 | 2011 UU254             | 19 d'agost de 2006     | Kitt Peak            | Spacewatch               |
| 356761 | 2011 UV254             | 14 d'abril de 2008     | Mount Lemmon         | Mt. Lemmon Survey        |
| 356762 | 2011 UJ256             | 21 de setembre de 2000 | Haleakala            | NEAT                     |
| 356763 | 2011 UJ258             | 24 de novembre de 2000 | Kitt Peak            | Spacewatch               |
| 356764 | 2011 UP261             | 16 de desembre de 2007 | Mount Lemmon         | Mt. Lemmon Survey        |
| 356765 | 2011 UU262             | 13 d'octubre de 2006   | Kitt Peak            | Spacewatch               |
| 356766 | 2011 UT269             | 28 de desembre de 2003 | Kitt Peak            | Spacewatch               |
| 356767 | 2011 UF270             | 15 de març de 2009     | Kitt Peak            | Spacewatch               |
| 356768 | 2011 UZ274             | 15 de gener de 2004    | Kitt Peak            | Spacewatch               |
| 356769 | 2011 UR275             | 28 de febrer de 2008   | Kitt Peak            | Spacewatch               |
| 356770 | 2011 UE278             | 9 d'octubre de 2007    | Kitt Peak            | Spacewatch               |
| 356771 | 2011 UM278             | 28 de setembre de 2006 | Kitt Peak            | Spacewatch               |
| 356772 | 2011 UV279             | 21 de desembre de 2006 | Kitt Peak            | Spacewatch               |
| 356773 | 2011 UR280             | 28 d'agost de 2006     | Kitt Peak            | Spacewatch               |
| 356774 | 2011 UT280             | 1 d'octubre de 2011    | Kitt Peak            | Spacewatch               |
| 356775 | 2011 UL281             | 19 de juny de 2010     | WISE                 | WISE                     |
| 356776 | 2011 UF282             | 21 d'agost de 2006     | Kitt Peak            | Spacewatch               |
| 356777 | 2011 UD283             | 9 de febrer de 2008    | Mount Lemmon         | Mt. Lemmon Survey        |
| 356778 | 2011 UA291             | 12 de setembre de 2001 | Kitt Peak            | Spacewatch               |
| 356779 | 2011 UU295             | 21 d'agost de 2006     | Kitt Peak            | Spacewatch               |
| 356780 | 2011 UQ296             | 23 d'abril de 2009     | Mount Lemmon         | Mt. Lemmon Survey        |
| 356781 | 2011 UQ301             | 30 de desembre de 2007 | Kitt Peak            | Spacewatch               |
| 356782 | 2011 UJ302             | 14 de desembre de 2007 | Mount Lemmon         | Mt. Lemmon Survey        |
| 356783 | 2011 UT303             | 10 de març de 2000     | Kitt Peak            | Spacewatch               |
| 356784 | 2011 UU303             | 8 de març de 2005      | Mount Lemmon         | Mt. Lemmon Survey        |
| 356785 | 2011 UO304             | 29 d'agost de 2006     | Kitt Peak            | Spacewatch               |
| 356786 | 2011 UU306             | 9 de novembre de 2007  | XuYi                 | PMO NEO Survey Program   |
| 356787 | 2011 UF309             | 5 de desembre de 2007  | Kitt Peak            | Spacewatch               |
| 356788 | 2011 UC312             | 4 de maig de 2005      | Mount Lemmon         | Mt. Lemmon Survey        |
| 356789 | 2011 UL313             | 16 de febrer de 2005   | La Silla             | A. Boattini, H. Scholl   |
| 356790 | 2011 UT313             | 20 de novembre de 2006 | Kitt Peak            | Spacewatch               |
| 356791 | 2011 UK314             | 27 de setembre de 2006 | Kitt Peak            | Spacewatch               |
| 356792 | 2011 UA315             | 21 d'octubre de 1995   | Kitt Peak            | Spacewatch               |
| 356793 | 2011 UM319             | 5 d'abril de 2005      | Mount Lemmon         | Mt. Lemmon Survey        |
| 356794 | 2011 UP319             | 30 de setembre de 2006 | Mount Lemmon         | Mt. Lemmon Survey        |
| 356795 | 2011 UX322             | 28 d'agost de 2006     | Catalina             | CSS                      |
| 356796 | 2011 UY322             | 25 de juliol de 2000   | Kitt Peak            | Spacewatch               |
| 356797 | 2011 UA325             | 19 de setembre de 2006 | Kitt Peak            | Spacewatch               |
| 356798 | 2011 UL330             | 7 de febrer de 2008    | Mount Lemmon         | Mt. Lemmon Survey        |
| 356799 | 2011 UV330             | 3 d'abril de 2008      | Mount Lemmon         | Mt. Lemmon Survey        |
| 356800 | 2011 UZ330             | 20 de gener de 2009    | Mount Lemmon         | Mt. Lemmon Survey        |

## 356801-356900
| Nom            | Designació provisional | Data de descobriment   | Lloc de descobriment | Descobridor/s            |
| -------------- | ---------------------- | ---------------------- | -------------------- | ------------------------ |
| 356801         | 2011 UG331             | 1 d'octubre de 2005    | Kitt Peak            | Spacewatch               |
| 356802         | 2011 UK335             | 5 de juliol de 2005    | Mount Lemmon         | Mt. Lemmon Survey        |
| 356803         | 2011 UH336             | 9 d'agost de 2004      | Campo Imperatore     | CINEOS                   |
| 356804         | 2011 UZ337             | 5 d'octubre de 2002    | Palomar              | NEAT                     |
| 356805         | 2011 UF339             | 10 de maig de 2005     | Kitt Peak            | Spacewatch               |
| 356806         | 2011 UO343             | 9 de març de 2005      | Catalina             | CSS                      |
| 356807         | 2011 UV343             | 24 de febrer de 2006   | Mount Lemmon         | Mt. Lemmon Survey        |
| 356808         | 2011 UA344             | 7 de novembre de 2007  | Kitt Peak            | Spacewatch               |
| 356809         | 2011 UH358             | 10 d'octubre de 2007   | Catalina             | CSS                      |
| 356810         | 2011 US359             | 27 d'octubre de 2005   | Kitt Peak            | Spacewatch               |
| 356811         | 2011 UD362             | 22 d'octubre de 2005   | Kitt Peak            | Spacewatch               |
| 356812         | 2011 UE369             | 27 de febrer de 2009   | Kitt Peak            | Spacewatch               |
| 356813         | 2011 US369             | 11 de novembre de 2007 | Mount Lemmon         | Mt. Lemmon Survey        |
| 356814         | 2011 UU371             | 4 d'abril de 2003      | Kitt Peak            | Spacewatch               |
| 356815         | 2011 UT379             | 21 de novembre de 2006 | Mount Lemmon         | Mt. Lemmon Survey        |
| 356816         | 2011 UN381             | 3 d'octubre de 2006    | Mount Lemmon         | Mt. Lemmon Survey        |
| 356817         | 2011 UJ383             | 19 de gener de 2004    | Kitt Peak            | Spacewatch               |
| 356818         | 2011 UT383             | 13 de març de 2005     | Kitt Peak            | Spacewatch               |
| 356819         | 2011 UC389             | 7 de febrer de 2002    | Palomar              | NEAT                     |
| 356820         | 2011 UQ389             | 17 de setembre de 2006 | Kitt Peak            | Spacewatch               |
| 356821         | 2011 UZ389             | 27 d'agost de 2005     | Palomar              | NEAT                     |
| 356822         | 2011 UD391             | 1 de setembre de 2005  | Kitt Peak            | Spacewatch               |
| 356823         | 2011 UM391             | 2 de maig de 2005      | Kitt Peak            | Spacewatch               |
| 356824         | 2011 UN391             | 7 d'abril de 2008      | Mount Lemmon         | Mt. Lemmon Survey        |
| 356825         | 2011 UT391             | 22 de novembre de 2006 | Kitt Peak            | Spacewatch               |
| 356826         | 2011 UQ398             | 27 d'agost de 2006     | Kitt Peak            | Spacewatch               |
| 356827         | 2011 UY401             | 23 de desembre de 2006 | Bergisch Gladbac     | W. Bickel                |
| 356828         | 2011 UA402             | 2 de febrer de 2008    | Kitt Peak            | Spacewatch               |
| 356829         | 2011 UF404             | 29 de juliol de 2005   | Palomar              | NEAT                     |
| 356830         | 2011 UV404             | 10 de febrer de 2002   | Socorro              | LINEAR                   |
| 356831         | 2011 US407             | 18 de novembre de 2007 | Kitt Peak            | Spacewatch               |
| 356832         | 2011 UA408             | 1 de març de 2008      | Kitt Peak            | Spacewatch               |
| 356833         | 2011 VL                | 1 de setembre de 2005  | Anderson Mesa        | LONEOS                   |
| 356834         | 2011 VZ                | 28 de febrer de 2008   | Mount Lemmon         | Mt. Lemmon Survey        |
| 356835         | 2011 VJ1               | 4 d'agost de 2005      | Palomar              | NEAT                     |
| 356836         | 2011 VU1               | 5 de gener de 2002     | Kitt Peak            | Spacewatch               |
| 356837         | 2011 VV6               | 5 de juliol de 2005    | Palomar              | NEAT                     |
| 356838         | 2011 VZ7               | 26 de setembre de 2006 | Catalina             | CSS                      |
| 356839         | 2011 VB14              | 23 de juliol de 2001   | Fort Davis           | J. G. Ries               |
| 356840         | 2011 VL15              | 16 de novembre de 1998 | Kitt Peak            | Spacewatch               |
| 356841         | 2011 VM22              | 8 de febrer de 2002    | Kitt Peak            | Spacewatch               |
| 356842         | 2011 VP22              | 19 de març de 2009     | Mount Lemmon         | Mt. Lemmon Survey        |
| 356843         | 2011 WJ2               | 8 de febrer de 2002    | Kitt Peak            | Spacewatch               |
| 356844         | 2011 WE3               | 5 de novembre de 2005  | Kitt Peak            | Spacewatch               |
| 356845         | 2011 WQ3               | 17 de març de 2004     | Kitt Peak            | Spacewatch               |
| 356846         | 2011 WD6               | 29 d'abril de 2003     | Kitt Peak            | Spacewatch               |
| 356847         | 2011 WC7               | 11 d'octubre de 2005   | Kitt Peak            | Spacewatch               |
| 356848         | 2011 WE8               | 20 d'octubre de 2006   | Kitt Peak            | Spacewatch               |
| 356849         | 2011 WM9               | 24 d'abril de 2004     | Kitt Peak            | Spacewatch               |
| 356850         | 2011 WM14              | 8 de juny de 2005      | Siding Spring        | Siding Spring Survey     |
| 356851         | 2011 WT24              | 13 de gener de 2004    | Anderson Mesa        | LONEOS                   |
| 356852         | 2011 WY24              | 19 de setembre de 2006 | Catalina             | CSS                      |
| 356853         | 2011 WR27              | 12 d'agost de 2006     | Palomar              | NEAT                     |
| 356854         | 2011 WT27              | 4 de novembre de 2007  | Kitt Peak            | Spacewatch               |
| 356855         | 2011 WG31              | 28 de setembre de 2006 | Kitt Peak            | Spacewatch               |
| 356856         | 2011 WL33              | 18 de juny de 2010     | Mount Lemmon         | Mt. Lemmon Survey        |
| 356857         | 2011 WL44              | 6 de novembre de 2007  | Mount Lemmon         | Mt. Lemmon Survey        |
| 356858         | 2011 WU46              | 26 de setembre de 2005 | Palomar              | NEAT                     |
| 356859         | 2011 WF54              | 26 de setembre de 2006 | Catalina             | CSS                      |
| 356860         | 2011 WV55              | 7 de març de 2008      | Mount Lemmon         | Mt. Lemmon Survey        |
| 356861         | 2011 WD61              | 18 d'octubre de 2006   | Kitt Peak            | Spacewatch               |
| 356862         | 2011 WP61              | 1 de desembre de 2006  | Kitt Peak            | Spacewatch               |
| 356863 Maathai | 2011 WZ61              | 25 de juny de 2010     | WISE                 | WISE                     |
| 356864         | 2011 WW64              | 18 de setembre de 2010 | Mount Lemmon         | Mt. Lemmon Survey        |
| 356865         | 2011 WZ70              | 17 de juny de 2010     | WISE                 | WISE                     |
| 356866         | 2011 WU72              | 13 de desembre de 2006 | Mount Lemmon         | Mt. Lemmon Survey        |
| 356867         | 2011 WU77              | 28 de setembre de 2006 | Kitt Peak            | Spacewatch               |
| 356868         | 2011 WJ79              | 5 de maig de 2008      | Mount Lemmon         | Mt. Lemmon Survey        |
| 356869         | 2011 WT81              | 13 de juny de 2010     | Mount Lemmon         | Mt. Lemmon Survey        |
| 356870         | 2011 WH84              | 14 de febrer de 2004   | Kitt Peak            | Spacewatch               |
| 356871         | 2011 WH88              | 22 d'abril de 2009     | Kitt Peak            | Spacewatch               |
| 356872         | 2011 WX106             | 18 de desembre de 2007 | Mount Lemmon         | Mt. Lemmon Survey        |
| 356873         | 2011 WZ113             | 11 de març de 2008     | Catalina             | CSS                      |
| 356874         | 2011 WA114             | 26 de desembre de 2006 | Catalina             | CSS                      |
| 356875         | 2011 WL114             | 15 de març de 2008     | Kitt Peak            | Spacewatch               |
| 356876         | 2011 WM117             | 18 de novembre de 2000 | Anderson Mesa        | LONEOS                   |
| 356877         | 2011 WN119             | 27 d'octubre de 2005   | Catalina             | CSS                      |
| 356878         | 2011 WC125             | 26 de setembre de 2005 | Kitt Peak            | Spacewatch               |
| 356879         | 2011 WJ126             | 1 d'abril de 2008      | Mount Lemmon         | Mt. Lemmon Survey        |
| 356880         | 2011 WU127             | 23 de març de 2003     | Apache Point         | Sloan Digital Sky Survey |
| 356881         | 2011 WG129             | 25 d'octubre de 2005   | Mount Lemmon         | Mt. Lemmon Survey        |
| 356882         | 2011 WJ132             | 5 d'abril de 2005      | Palomar              | NEAT                     |
| 356883         | 2011 WW132             | 15 de setembre de 2004 | Kitt Peak            | Spacewatch               |
| 356884         | 2011 WH134             | 12 de novembre de 2007 | Catalina             | CSS                      |
| 356885         | 2011 WL138             | 15 de març de 2004     | Catalina             | CSS                      |
| 356886         | 2011 WE146             | 6 de febrer de 2002    | Socorro              | LINEAR                   |
| 356887         | 2011 WF148             | 1 de setembre de 2005  | Kitt Peak            | Spacewatch               |
| 356888         | 2011 WV150             | 16 de febrer de 2004   | Kitt Peak            | Spacewatch               |
| 356889         | 2011 WE152             | 9 de juliol de 2005    | Kitt Peak            | Spacewatch               |
| 356890         | 2011 WP153             | 11 de març de 2002     | Palomar              | NEAT                     |
| 356891         | 2011 XN                | 20 d'abril de 2006     | Mount Lemmon         | Mt. Lemmon Survey        |
| 356892         | 2011 XT                | 12 de juny de 2005     | Kitt Peak            | Spacewatch               |
| 356893         | 2011 XL3               | 14 de febrer de 2002   | Kitt Peak            | Spacewatch               |
| 356894         | 2011 YN15              | 21 de novembre de 2006 | Mount Lemmon         | Mt. Lemmon Survey        |
| 356895         | 2011 YO16              | 12 de desembre de 1999 | Socorro              | LINEAR                   |
| 356896         | 2011 YX20              | 10 d'octubre de 2008   | Mount Lemmon         | Mt. Lemmon Survey        |
| 356897         | 2011 YQ28              | 24 de novembre de 2009 | Catalina             | CSS                      |
| 356898         | 2011 YT29              | 29 de setembre de 2009 | Mount Lemmon         | Mt. Lemmon Survey        |
| 356899         | 2011 YL42              | 29 de juliol de 2008   | Kitt Peak            | Spacewatch               |
| 356900         | 2011 YN43              | 5 de gener de 2000     | Kitt Peak            | Spacewatch               |

## 356901-357000
| Nom    | Designació provisional | Data de descobriment   | Lloc de descobriment | Descobridor/s                        |
| ------ | ---------------------- | ---------------------- | -------------------- | ------------------------------------ |
| 356901 | 2011 YJ55              | 12 de gener de 2000    | Kitt Peak            | Spacewatch                           |
| 356902 | 2011 YF56              | 5 de setembre de 2008  | Kitt Peak            | Spacewatch                           |
| 356903 | 2011 YH71              | 27 de maig de 2003     | Kitt Peak            | Spacewatch                           |
| 356904 | 2011 YT71              | 29 d'octubre de 2010   | Kitt Peak            | Spacewatch                           |
| 356905 | 2011 YC75              | 1 d'octubre de 2009    | Mount Lemmon         | Mt. Lemmon Survey                    |
| 356906 | 2011 YE75              | 21 de març de 2002     | Kitt Peak            | Spacewatch                           |
| 356907 | 2011 YW76              | 25 de maig de 2007     | Kitt Peak            | Spacewatch                           |
| 356908 | 2012 AE4               | 25 de novembre de 2005 | Catalina             | CSS                                  |
| 356909 | 2012 AP14              | 22 d'abril de 2004     | Apache Point         | Sloan Digital Sky Survey             |
| 356910 | 2012 AA17              | 8 de febrer de 2010    | WISE                 | WISE                                 |
| 356911 | 2012 BQ5               | 5 de setembre de 2008  | Kitt Peak            | Spacewatch                           |
| 356912 | 2012 BW36              | 5 de setembre de 2008  | Kitt Peak            | Spacewatch                           |
| 356913 | 2012 BQ50              | 17 d'octubre de 2008   | Kitt Peak            | Spacewatch                           |
| 356914 | 2012 BJ57              | 6 d'octubre de 2008    | Mount Lemmon         | Mt. Lemmon Survey                    |
| 356915 | 2012 BG61              | 11 de setembre de 2007 | Mount Lemmon         | Mt. Lemmon Survey                    |
| 356916 | 2012 BH61              | 16 de febrer de 2001   | Cima Ekar            | ADAS                                 |
| 356917 | 2012 BX105             | 13 de setembre de 2004 | Kitt Peak            | Spacewatch                           |
| 356918 | 2012 BF119             | 16 de gener de 2000    | Kitt Peak            | Spacewatch                           |
| 356919 | 2012 BL126             | 4 d'octubre de 2004    | Palomar              | NEAT                                 |
| 356920 | 2012 BC139             | 17 de setembre de 2004 | Kitt Peak            | Spacewatch                           |
| 356921 | 2012 CL                | 4 de gener de 2006     | Mount Lemmon         | Mt. Lemmon Survey                    |
| 356922 | 2012 CP5               | 12 d'abril de 2002     | Palomar              | NEAT                                 |
| 356923 | 2012 CP51              | 28 de setembre de 2009 | Mount Lemmon         | Mt. Lemmon Survey                    |
| 356924 | 2012 CJ54              | 15 d'octubre de 2001   | Palomar              | NEAT                                 |
| 356925 | 2012 QP37              | 29 de juny de 2005     | Catalina             | CSS                                  |
| 356926 | 2012 RM13              | 2 de febrer de 2005    | Kitt Peak            | Spacewatch                           |
| 356927 | 2012 RV22              | 11 d'abril de 2003     | Kitt Peak            | Spacewatch                           |
| 356928 | 2012 RG31              | 9 d'octubre de 1999    | Socorro              | LINEAR                               |
| 356929 | 2012 RC36              | 12 de març de 2007     | Mount Lemmon         | Mt. Lemmon Survey                    |
| 356930 | 2012 SG13              | 26 de març de 2001     | Kitt Peak            | M. W. Buie                           |
| 356931 | 2012 SM13              | 6 d'abril de 2005      | Mount Lemmon         | Mt. Lemmon Survey                    |
| 356932 | 2012 SE30              | 10 d'octubre de 2002   | Apache Point         | Sloan Digital Sky Survey             |
| 356933 | 2012 SX58              | 1 de juny de 2006      | Mount Lemmon         | Mt. Lemmon Survey                    |
| 356934 | 2012 TB15              | 19 de març de 2007     | Mount Lemmon         | Mt. Lemmon Survey                    |
| 356935 | 2012 TV56              | 19 de novembre de 2001 | Socorro              | LINEAR                               |
| 356936 | 2012 TP90              | 18 de desembre de 2001 | Socorro              | LINEAR                               |
| 356937 | 2012 TO150             | 19 de setembre de 2001 | Socorro              | LINEAR                               |
| 356938 | 2012 TT150             | 15 de desembre de 2004 | Kitt Peak            | Spacewatch                           |
| 356939 | 2012 TQ187             | 30 de març de 2008     | Kitt Peak            | Spacewatch                           |
| 356940 | 2012 TX199             | 25 d'agost de 1995     | Kitt Peak            | Spacewatch                           |
| 356941 | 2012 TA234             | 22 de setembre de 2003 | Palomar              | NEAT                                 |
| 356942 | 2012 TO286             | 28 de setembre de 2006 | Kitt Peak            | Spacewatch                           |
| 356943 | 2012 TB302             | 25 d'octubre de 2003   | Socorro              | LINEAR                               |
| 356944 | 2012 TS315             | 6 de gener de 2005     | Catalina             | CSS                                  |
| 356945 | 2012 UN31              | 15 de setembre de 2007 | Mount Lemmon         | Mt. Lemmon Survey                    |
| 356946 | 2012 UW69              | 17 de març de 2005     | Mount Lemmon         | Mt. Lemmon Survey                    |
| 356947 | 2012 UO74              | 1 d'octubre de 2005    | Catalina             | CSS                                  |
| 356948 | 2012 VE5               | 22 de setembre de 2009 | Mount Lemmon         | Mt. Lemmon Survey                    |
| 356949 | 2012 VU19              | 10 de febrer de 2002   | Socorro              | LINEAR                               |
| 356950 | 2012 VF75              | 7 de febrer de 2003    | Palomar              | NEAT                                 |
| 356951 | 2012 VS101             | 28 d'abril de 2003     | Anderson Mesa        | LONEOS                               |
| 356952 | 2012 WK9               | 24 de novembre de 2003 | Kitt Peak            | Spacewatch                           |
| 356953 | 2012 WV10              | 16 de setembre de 2006 | Catalina             | CSS                                  |
| 356954 | 2012 WF23              | 12 de desembre de 2004 | Kitt Peak            | Spacewatch                           |
| 356955 | 2012 WT26              | 22 de juliol de 2003   | Haleakala            | NEAT                                 |
| 356956 | 2012 WO27              | 19 de setembre de 2001 | Palomar              | NEAT                                 |
| 356957 | 2012 XP11              | 27 de setembre de 2000 | Kitt Peak            | Spacewatch                           |
| 356958 | 2012 XA25              | 28 de setembre de 1998 | Caussols             | ODAS                                 |
| 356959 | 2012 XT42              | 11 de desembre de 2004 | Kitt Peak            | Spacewatch                           |
| 356960 | 2012 XC47              | 12 de gener de 2002    | Kitt Peak            | Spacewatch                           |
| 356961 | 2012 XM56              | 19 d'abril de 2006     | Mount Lemmon         | Mt. Lemmon Survey                    |
| 356962 | 2012 XG120             | 14 de maig de 2004     | Kitt Peak            | Spacewatch                           |
| 356963 | 2012 XM120             | 14 de desembre de 2001 | Socorro              | LINEAR                               |
| 356964 | 2012 XK133             | 9 de desembre de 2004  | Kitt Peak            | Spacewatch                           |
| 356965 | 2012 XJ136             | 31 de desembre de 2008 | Mount Lemmon         | Mt. Lemmon Survey                    |
| 356966 | 2012 XM136             | 14 de març de 2005     | Catalina             | CSS                                  |
| 356967 | 2012 XO136             | 14 de març de 2002     | Socorro              | LINEAR                               |
| 356968 | 2012 XP144             | 11 de febrer de 2002   | Socorro              | LINEAR                               |
| 356969 | 2012 XL151             | 20 de novembre de 2008 | Mount Lemmon         | Mt. Lemmon Survey                    |
| 356970 | 1981 EG32              | 6 de març de 1981      | Siding Spring        | S. J. Bus                            |
| 356971 | 1991 TK2               | 10 d'octubre de 1991   | Palomar              | E. F. Helin                          |
| 356972 | 1993 QH                | 16 d'agost de 1993     | Kitt Peak            | Spacewatch                           |
| 356973 | 1994 CM7               | 15 de febrer de 1994   | Kitt Peak            | Spacewatch                           |
| 356974 | 1994 SG6               | 28 de setembre de 1994 | Kitt Peak            | Spacewatch                           |
| 356975 | 1994 TX1               | 9 d'octubre de 1994    | Stroncone            | Stroncone                            |
| 356976 | 1995 DU6               | 24 de febrer de 1995   | Kitt Peak            | Spacewatch                           |
| 356977 | 1995 SC63              | 25 de setembre de 1995 | Kitt Peak            | Spacewatch                           |
| 356978 | 1995 SM64              | 18 de setembre de 1995 | Kitt Peak            | Spacewatch                           |
| 356979 | 1995 TR11              | 15 d'octubre de 1995   | Kitt Peak            | Spacewatch                           |
| 356980 | 1996 AH7               | 12 de gener de 1996    | Kitt Peak            | Spacewatch                           |
| 356981 | 1996 RS8               | 6 de setembre de 1996  | Kitt Peak            | Spacewatch                           |
| 356982 | 1996 RG24              | 7 de setembre de 1996  | Nanyo                | T. Okuni                             |
| 356983 | 1997 EP26              | 4 de març de 1997      | Kitt Peak            | Spacewatch                           |
| 356984 | 1997 GA2               | 7 d'abril de 1997      | Kitt Peak            | Spacewatch                           |
| 356985 | 1997 SA                | 16 de setembre de 1997 | Modra                | A. Galad, A. Pravda                  |
| 356986 | 1997 SA4               | 26 de setembre de 1997 | Ondrejov             | P. Pravec                            |
| 356987 | 1997 UJ6               | 23 d'octubre de 1997   | Kitt Peak            | Spacewatch                           |
| 356988 | 1998 BC31              | 26 de gener de 1998    | Kitt Peak            | Spacewatch                           |
| 356989 | 1998 FN6               | 18 de març de 1998     | Kitt Peak            | Spacewatch                           |
| 356990 | 1998 KS10              | 22 de maig de 1998     | Kitt Peak            | Spacewatch                           |
| 356991 | 1998 QA1               | 19 d'agost de 1998     | Socorro              | LINEAR                               |
| 356992 | 1998 QH29              | 22 d'agost de 1998     | Xinglong             | Beijing Schmidt CCD Asteroid Program |
| 356993 | 1998 RY13              | 14 de setembre de 1998 | Kitt Peak            | Spacewatch                           |
| 356994 | 1998 RW56              | 14 de setembre de 1998 | Socorro              | LINEAR                               |
| 356995 | 1998 ST31              | 20 de setembre de 1998 | Kitt Peak            | Spacewatch                           |
| 356996 | 1998 SZ33              | 2 de setembre de 1998  | Kitt Peak            | Spacewatch                           |
| 356997 | 1998 SY94              | 26 de setembre de 1998 | Socorro              | LINEAR                               |
| 356998 | 1998 SD163             | 26 de setembre de 1998 | Socorro              | LINEAR                               |
| 356999 | 1998 TV18              | 14 d'octubre de 1998   | Xinglong             | Beijing Schmidt CCD Asteroid Program |
| 357000 | 1998 UO                | 17 d'octubre de 1998   | Prescott             | P. G. Comba                          |